# ساعة أبل
ساعة أبل أو أبل واتش (بالإنجليزية: Apple Watch) هي سلسلة ساعات ذكية من إصدار شركة أبل. أعلن عنها تيم كوك في 9 سبتمبر 2015 في مؤتمر أبل المتعلق بجهاز آي فون 6، وهي الأولى من نوعها في المجال التقني لشركة أبل. في 9 أبريل 2014، كشفت شركة آبل في حدث خاص أقامته في مدينة سان فرانسيسكو في الولايات المتحدة كل التفاصيل عن مميزات الساعة وموعد توفرها في الأسواق وأسعارها.

## التصميم
تأتي أبل واتش بتصميم أنيق كما تعودت أبل في منتجاتها من الأجهزة الذكية. سواء كان من ناحية الشكل الخارجي المتوفر بالعديد من الألوان والتصاميم، أو من ناحية تصميم النظام المميز والجديد كلياً.
ما يميز أبل واتش أن الجميع يستطيع أن يجد تصميم يناسب ذوقه، ويستطيع إيجاد وجه للساعة يناسب احتياجاته. بهذه الطريقة! من هذه الناحية، أبدعت أبل في تصميم الساعة، وإبتكرت عدة تقنيات تجعل الساعة سهلة الاستخدام.
أبل إبتكرت العديد من التقنيات الحديثة في الساعة، لولاها لكان استخدام الساعة صعب جداً. أهم هذه التقنيات هو الديجيتال كراون، حيث يغنيك عن تغطية الشاشة الصغيرة باللمس بطريقة سريعة وعملية. تقنية أخرى هي ميزة إستشعار الضغط “فورس تتش”، وربما هذه الميزة هي أكثر هذه التقنيات فائدة. بدأت تقنية اللمس في الأجهزة بالقلم، ثم بعدة أصابع، والآن بإستشعار الضغط، وهذا التطور لا يقل أهمية عن ما سبقه، لذلك من المتوقع تواجده في الآيفون والأيباد مستقبلاً.
وتقنية أخرى أيضاً هي طريقة الاهتزاز الجديدة “هابتك إنجن”، الذي هو شبيه بالنقر على اليد بدلاً من الاهتزاز، فالساعة لا تهتز، إنما تنبهك بطريقة حديثة كلياً، بحيث لا يحس بذلك غير الشخص الذي يلبس الساعة.

## نظام التشغيل
تأتي ساعة أبل بمعالج Apple S1 والتي تحتوي على ذاكرة عشوائية 512 ميجابايت والسعة الداخلية 8 جيجابايت وتقنية الوايرلس بنطاق b/g/n وبتقنية البلوتوث 4.0 نسخة LE والتي تعني أقل استهلاكا للطاقة وعدد من المستشعرات مثل مستشعر الجيروسكوب والأضاءة والحركة بجانب مستشعر لدقات القلب.

### نظام ووتش أو إس 2

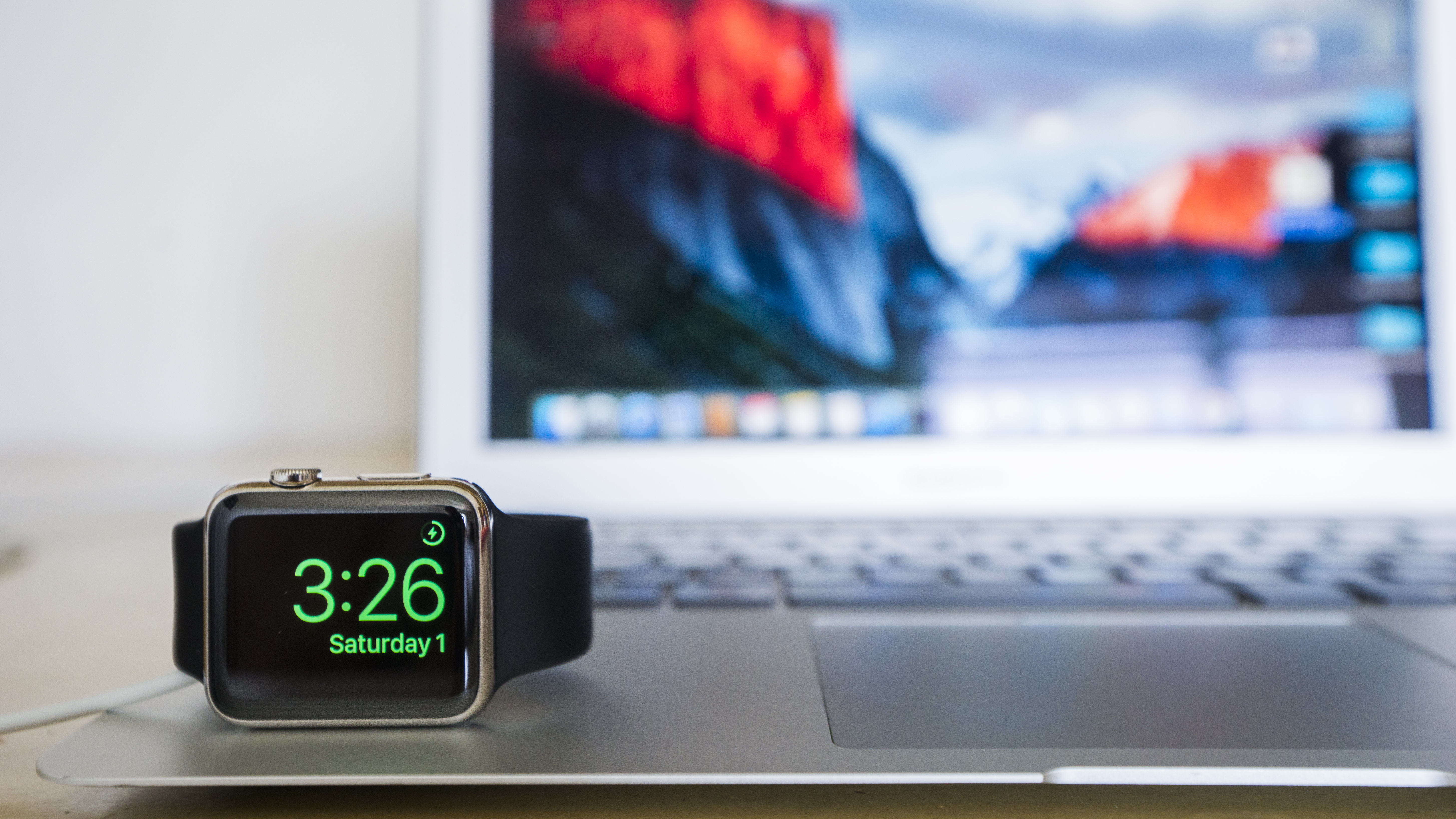
ساعة أبل مع جهاز ماك بوك

كشفت شركة أبل في 11 يونيو 2015 ، عن الإصدار الثاني من نظام التشغيل الخاص بساعتها الذكية «ووتش أو إس 2»، watchOS 2، وذلك خلال الكلمة الرئيسية في مؤتمرها السنوي للمطورين لعام WWDC 2015، وذلك إلى جانب الإعلان عن الإصدار التاسع من نظام التشغيل «آي أو إس» IOS وإصدار جديد من نظام التشغيل الخاص بأجهزة ماك باسم OS x El Capitan.
يتيح الإصدار watchOS 2 للمطورين بناء تطبيقات مستقلة لأبل واتش لا تتطلب العمل عبر آيفون كما يوفر للمطورين الوصول والتحكم في المايكروفون والسماعة ومستشعر الحركة والزر الرئيسي في الساعة وهو ما يساعدهم في تطوير تطبيقات بميزات أكثر للمستخدمين، كما يدعم منصة أبل هوم كيت HomeKit التي تتيح التحكم في الأجهزة المنزلية الذكية.

#### المزايا
للإصدار الثاني عدة مزايا جديدة منها:
- يمكن للمستخدم اختيار صورة كشاشة رئيسية للساعة أو اختيار ألبوم صور تتغير فيه الصور على مدار اليوم، أو اختيار مظهر “ثيم” جديد باسم Time-Lapse يعرض صور متنوعة من أماكن مختلفة حول العالم خلال اليوم.
- إمكانية التحكم في الأجهزة المنزلية الذكية المتوافقة مع HomeKit، على سبيل المثال، يمكن للمستخدم التحكم في إضاءة غرفته ودرجة حرارتها مباشرة من خلال أبل واتش.
- يتيح الإصدار «ووتش أو إس 2»، watchOS 2، عرض معلومات على الشاشة الرئيسية من التطبيقات المختلفة، مثل نتائج المباريات الرياضية وحجوزات الطيران وغيرها.
- عند وضع ساعة أبل على جانبها أثناء الشحن سيتم تشغيل وضع جديد باسم Nightstand يحول الساعة إلى منبه، ويمكن للمستخدم إغلاق التنبيه من خلال الزر الجانبي في الساعة أو ضبطه للتنبيه بعد عدة دقائق (غفوة) من خلال الزر الدائري الكبير على جانب الساعة.
- يمكن للمستخدم مباشرة من خلال الساعة تخصيص أكثر من شاشة للأصدقاء مع إضافة حتى 12 صديق “للتواصل السريع” في كل شاشة.
- يمكن للمستخدم استخدام أكثر من لون عند الرغبة في إرسال رسومات في رسالة لأحد الأصدقاء.
- يمكن للمستخدم الرد على رسائل البريد الإلكتروني مباشرة من خلال الساعة عبر الردود الجاهزة أو الإملاء الصوتي أو الرموز التعبيرية.
- يمكن بدأ تمرين رياضي مباشرة من خلال الأوامر الصوتية عبر سيري Siri.
- مشاركة الأنشطة الرياضية مع الأصدقاء عبر فيس بوك وتويتر.
- جميع مميزات أبل باي الجديدة ستتوفر من خلال أبل واتش، مثل إضافة بطاقات المتاجر والحصول على نقاط المكافآت والخصومات.
- استخدام سيري للتعرف على اتجاهات وخطوط سير المواصلات العامة عبر خرائط أبل.
- إلقاء نظرة على التطبيقات المختلفة مثل إنستقرام من خلال سيري.
- استخدام الزر الدائري على جانب الساعة لمعرفة الأحداث القادمة والمواعيد وحالة الطقس خلال الأيام المقبلة.

ويتوفر watchOS 2 الآن للمطورين وقالت أبل أنه سيتوفر كتحديث مجاني لجميع الإصدارات من أبل واتش خريف عام 2015 (في شهر سبتمبر أو أكتوبر).

## الخصائص والمواصفات
أبل واتش، أشبه ماتكون بالأيفون ولكن في ساعة فهو سيقدم للمستخدم نظام غني جدا بالتطبيقات والصناديق المعلوماتية وأيضا التنبيهات وكل هذا سيحدث بمجرّد أقتران الساعة بهاتفك الأيفون وأيضا هنالك تطبيق والذي سيسمح لك بالتحكم تقريبا بكل شيء مثل التنبيهات والصناديق المعلوماتية كما يمكنك التحكم بالرسائل ومن تريد أن تظهر رسائله على ساعة المستخدم كما يمكنه الأتصال وفتح السماعة الخارجية واستخدام الساعة كسماعة خارجية والرد على الرسائل من خلال قوالب جاهزة أو أرسال رسالة من خلال التسجيل الصوتي
أهم ما يميز أبل واتش أنها في النهاية ساعة توفر للمستخدم التعرف على الوقت مع إمكانية اختيار من بين أكثر من تصميم أو مظهر للساعة، تساعد ساعة ابل المستخدم في تحسين لياقته البدنية من خلال مراقبة عوامل اللياقة البدنية مثل معدل ضربات القلب، ويشجع تطبيق اللياقة البدنية المدمج في أبل واتش المستخدم في تحقيقه أهدافه الخاصة بالأنشطة الرياضية المختلفة، كما تتيح أبل واتش تتيح ساعة ابل للمستخدم أيضا مراقبة السعرات الحرارية المحروقة، بالإضافة لإمكانية الحصول على تنبيهات الهاتف والرد على المكالمات الهاتفية بالإضافة للرد على الرسائل والتواصل مع الأصدقاء.

### المقاسات
تأتي الساعة مقاسين، واحدة كبيرة وأخرى أصغر قليلا، والشاشة مصنوعة من زجاج الزفير الكريستالي أو الياقوت الصلب، المضاد للخدوش والذي يتمتع بقوة كبيرة، والشاشة تأتي بدقة عالية جدا في عرض الصور، بحيث دقتها معادلة لدقة الأيفون، ويمكنها عرض تفاصيل بدقة جد واضحة.

### الشاشة
الشاشة ذكية ومطورة، تعمل باللمس وهي بتقنية ريتينا ومصنوعة من زجاج سافاير Sapphire المقاوم للخدش وهي متوفرة بقياسين مختلفين واحدة بطول 38 ملم والثانية بطول 42 ملم،[بحاجة لمصدر] صممت بحيث يمكن للشاشة معرفة مقصدك من الضغط، مع إمكانيتها للتفريق بين الضغطات المقصودة والضغطات غير المقصودة أو الخاطئة، مع معرفتها للضغط المطول عليها، وبالتالي تنفذ الأوامر بحسب هذه الضغطات! وتأتي بلوحة تحكم تحمل اسم S1، مع حساسات للحركة وقياس نبضات القلب، وهي دقيقة لدرجة عالية، بحيث يمكن للساعة معرفة جميع التفاصيل المحيطة بك.
عند النظر إلى الشاشة سيلاحظ المستخدم أن الشاشة منحنية إلى جهة الأطار وهذا يتيح له سلاسة في تصفح النظام وفتح التطبيقات مما يعني بلا حدود. الشاشة تأتي بمقاس 1.5 أنش الشاشة تأتي بدرجة وضوح 390 في 312 بكثافة بيكسلات 302 بيكسل لكل أنش على عكس نسخة 38 ملم والتي تأتي بدرجة وضوح 340 في 272 بكثافة بيكسلات 290 وهذا أول منتج من أبل يستخدم شاشة الأموليد بنفس ما هو ملاحظ في أجهزة سامسونج لذلك الشاشة ستضمن للمستخدم الألوان والأضاءة وزوايا الرؤيا بشكل ممتاز. جيّدة من ناحية استخدامها تحت أشعة الشمس ولكنها ليست الأفضل مقارنة بشاشات LCD في هذه النقطة.

### مزايا وإمكانيات
| أبل واتش                   | |
| مواصفات ومميزات            | |
| الشاشة                     | شاشة لمس ريتينا |
| المعالج                    | Puce S1 |
| المقاسات                   | متوفرة بمقاسين الأول 38 ملم والثاني 42 ملم |
| النسخ المتوفرة (الإصدارات) | 3 نسخ (الرياضية والعادية المصنوعة من المعدن والذهبية) |
| خدمة الدفع Apple Pay وSiri | مدعوم |
| البطارية                   | تدوم حتى 24 ساعة من الاستخدام العادي. |
| التوافقية                  | الساعة متوافقة مع هواتف أيفون 5 وأيفون 5 سي وأيفون 5 اس وأيفون 6 وأيفون 6 بلس. |
| الألوان                    | الساعة متوفرةبعدة ألوان ومواد وستكون الأسوار متوفرة بعدة خيارات مثل المطاط والجلد والمعدن وكلها ستكون متوفرة بقياسين صغير وكبير. أما ساعة ووتش إديشن فستكون مصممة من الذهب عيار 18 قيراط. |
| السعر                      | سعر الساعة الرياضية بالمقاس الصغير بـ 349 دولار والكبيرة بـ 399 دولار، أما الساعة العادية المصنوعة من المعدن تتوفر بتشكيلة واسعة من السوارات من مختلف المواد والألوان يبدأ سعر الصغيرة من 549 إلى 1049 دولار والكبيرة يبدأ من 599 إلى 1099 دولار ويختلف السعر بحسب السوار المطلوب، بينما الساعة الذهبية المحدودة الكمية يبدأ سعرها من 10 آلاف دولار. |

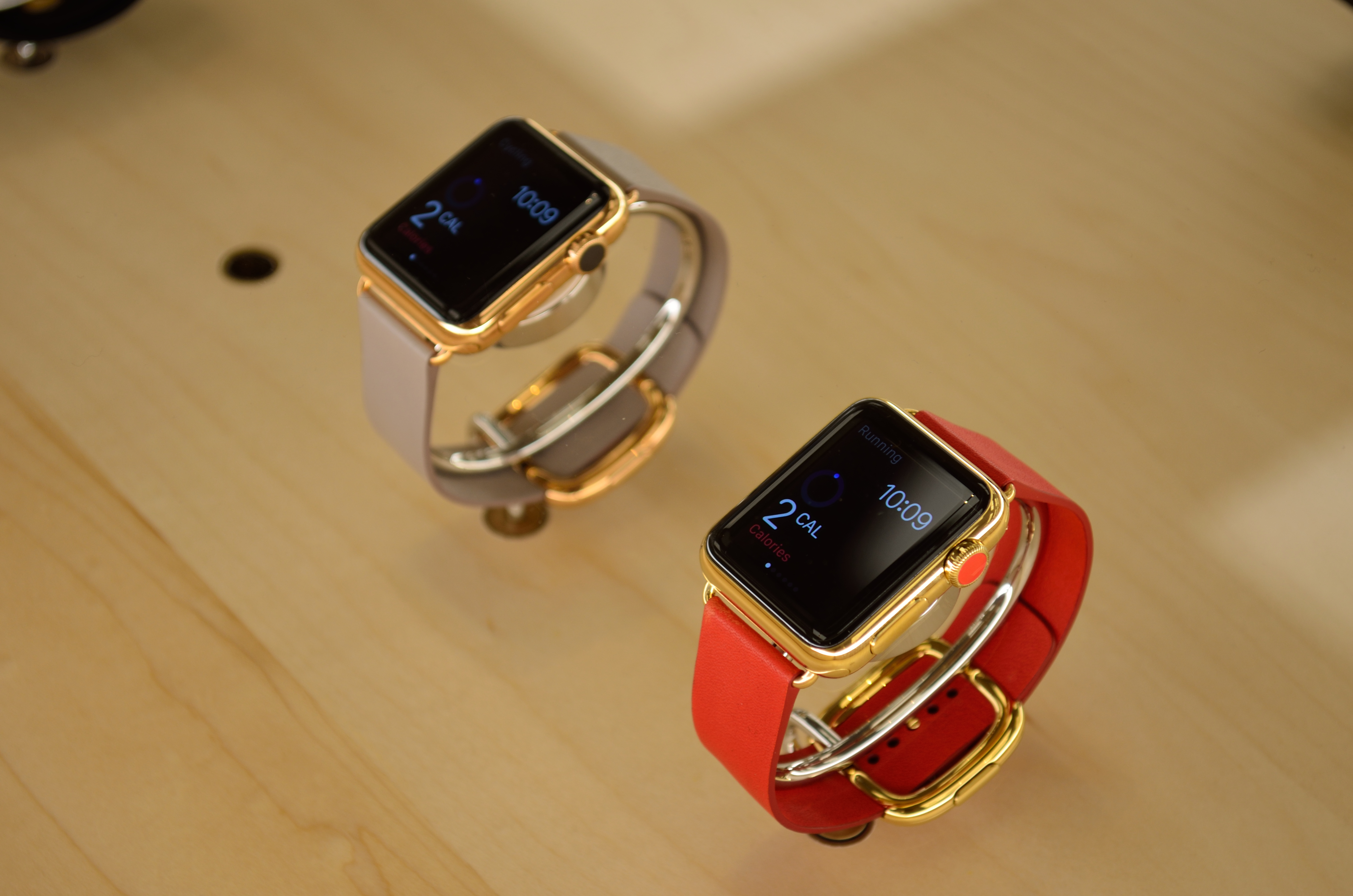
أبل واتش المصنوعة من الذهب عيار 18 قيراط

- إمكاينة تخصيص واجهة الساعة كما تريد وبالشكل الذي يفضله المستخدم.
- محادثة الأصدقاء عبر رموز ووجوه تعبيرية كثيرة.
- إمكانية الرسم على الساعة ومشاركة ذلك مع الأصدقاء في الوقت الحقيقي.
- قياس ضربات القلب، بمجرد الضغط مرتين على شاشة الساعة ستظهر جميع إحصائيات دقات القلب، مع إمكانية إرسالها للطبيب.
- تحوي الساعة على تطبيق التقويم لمعرفة المواعيد والمناسبات وإدراتها.
- تطبيق الصويتات، بحيث يمكنك عبر الساعة تشغيل الصوتيات بكل سهولة عبر مكبر صوت الساعة، أو سماعات لاسلكية.
- التحكم في كاميرا الأيفون عن بعد.
- التحكم في الايتونز عن بعد وبكل سهولة.
- بطبيعة الحال تحوي على منبه وساعة بحسب التوقيت العالمي وفي أي مكان.
- عرض تفاصيل الطقس والمكان.
- تعمل الساعة فقط مع الأيفون 5C و5S والأيفون 6 بنوعيه.
- تتوفر الساعة بثلاث إصدارات:

1. الأول: الإصدار العادي للاستخدام اليومي.
2. الثاني: رياضية.
3. الثالث: من الذهب عيار 18 قيراط.

## المساعد الشخصي سيري
لم تنس آبل إضافة سيري إلى ساعتها الذكية، بحيث يمكنها مساعدتك صوتيا من أجل القيام بالعديد من المهام، فيمكنها كتابة الرسائل وإرسالها، كذلك البحث في الخرائط أيضا، توجيهك إلى أقرب فندق، أو مطعم، أو محطة، أو أفضل الطرق اعتمادا على خرائط آبل، بالتالي فعمل سيري مع الساعة سيكون من المؤكد أفضل من آيفون، فلا داعي لإخراج جهازك والضغط على زر الهوم مطولا لتعمل سيري، فقط مع ساعتك الذكية يمكنك القيام بهذا وبكل سهولة أيضا!

## الرسائل والمحادثات
أبل واتش الذكية يمكنها إجراء محادثات كتابية بكل سهولة وسلاسة وبساطة، بحيث مع الأوامر الصوتية يمكنك إجراء العديد من المحادثات، حتى أن الساعة لديها من الذكاء ما يمكنها من تخمين الرد المناسب على حسب المحادثة ومحتواها، فتقوم بتحضير الرد المناسب لك وأنت سيكون لديك حرية الاختيار، مع إمكانية التحكم في الرسائل من حيث الرد والحذف وغيرها، مع إشعارات بوصول إلى رسالة بطريقة ذكية.

## الهاتف والمحادثات الصوتية
بامكان المستخدم لساعة آبل إجراء المحادثات، فالساعة تملك تطبيق للهاتف تماما مثل الأيفون، يمكنك من إجراء محادثات صوتية بكل سهولة، الرد على المكالمات أو رفضها، فالساعة تحوي ميكروفون ومكبر صوت يوفر له هذه الميزات، مع إمكانية تحويل المكالمات عبر البلوتوث إلى السيارة، أم سماعة البلوتوث من خلال الأذن، للحديث بشكل أسهل أثناء القيادة، وفي حال أراد المستخدم قفل الاتصال، سيقوم فقط بتغطية الساعة بيده وستنتهي المكالمة!

## الصحة والرياضة

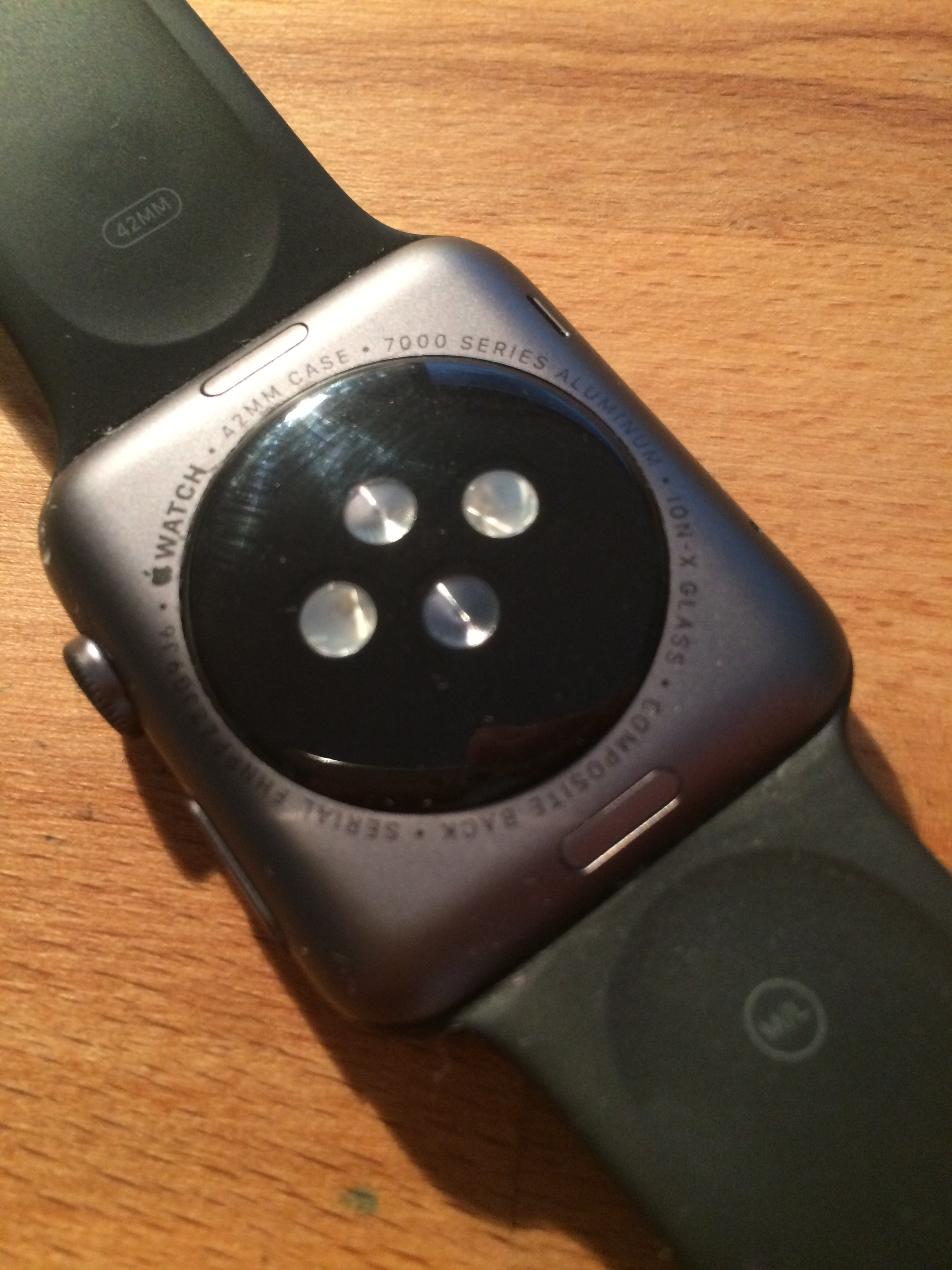
خلفية ساعة أبل ويظهر مستشعر دقات القلب

كل ساعة ذكيّة مزودة بنظام ذكي يهتم وبشكل كبير بصحتة المستخدم وبالأنشطة الرياضية لذلك لا غرابة من أن أبل واتش تملك هذا النظام من خلال تطبيق Activity والذي سيقدم للمستخدم معلومات كثيرة عن نظام صحته وأيضا عن السعرات الحرارية والمسافات والهدف المراد الوصول إليه لهذا اليوم ويعتبر من أفضل التطبيقات التي في عالم الساعات الذكيّة حتى لو جلست لفترة طويلة فأن الساعة ستقوم بتنبيه المستخدم للوقوف والبدء في التحرّك وما ينقصّ هذا التطبيق هو احتساب ساعات النوم بالطبع يمكنك الاعتماد على تطبيقات من الطرف الثالث.
فيما يخصّ بنظام الصحة فهنالك كميات ضخمة من البيانات تعرض للمستخدم عدد الخطوات والسعرات الحرارية وكم من مسافة قطعت ومستشعر لدقات القلب سريع الاستجابة باختصار أبل وضعت نظام كامل بحيث لا ينقص المستخدم شيء.
الخوض في فكرة أن أبل واتش تعمل كمساعد صحي يرتدى على المعصم، جعل أبل تجري مقابلات موسعة مع خبير اللياقة البدنية Blahnik الذي استأجرته الشركة للإشراف على الجوانب الصحية للخدمات التي تقدمها الساعة الذكية.
مع تزايد شعبية متتبعات اللياقة البدنية، وتوافر العديد من الميزات التي تقدمها، اتبعت أبل نهجا في تصميم ساعتها لم يكن القصد منه تقديم أفضل متتبع لياقة شامل يتفوق على الموجود في السوق، بل تصميم جهاز موجه إلى المستخدم العادي أكثر منه إلى المهتمين باللياقة البدنية.
كتفسير لنهج الشركة صرح الخبير Blahnik :” ركز الفريق على إيصال فكرة أن اللياقة البدنية والأنشطة والتوجهات متغيرة، فما الذي يمكن اعتباره معياراً مثاليا؟، الدعوة الآن إلى تقليل الجلوس والإكثار من الحركة وممارسة التمارين الرياضية، هذه المعادلة هي الأساس الذي تم عليه بناء تطبيق متتبع اللياقة البدنية fitness tracker الخاص بالساعة الذكية “.
أحد أكثر الجوانب إثارة للاهتمام في مقابلة الخبير البدني Blahnik ما قاله حول علاقة أبل واتش بالرياضيين، ربما تكون الميزات التي تقدمها الساعة الذكية لا تلفت انتباه المستخدمين الذين يمارسون التمارين الرياضية مرة في الأسبوع.
لاحظ خبير اللياقة البدنية Blahnik أنه حتى الأشخاص العاديين الذين يمارسون الرياضة لبعض الوقت ثم يتابعون نشاطات حياتهم اليومية يمكن لهم الاستفادة من القيام بحركات بدنية أكثر خلال اليوم، وهذا ما تشجع عليه الساعة الذكية 
ربما لا تكون خصائص الساعة الذكية ثورية في هذا المجال، إلا أن ما تقدمه هو نتاج عدد لا يحصى من ساعات البحث في هذا الموضوع، من اللافت أن Blahnik يذكر أن أبل تملك قاعدة بيانات بالتمارين الرياضية أكبر مما تملكه أي جامعة في مختبراتها الرياضية، أو أي مؤسسة بحثية حول العالم.

### مستشعر دقات القلب
توفر أبل واتش تطبيق اللياقة البدنية المناسب لممارسي الرياضة وبإمكان المستخدم أن يتابع نشاطه الرياضي والحصول على تحليلات دقيقة من الساعة، حيث توفر الساعة إمكانية متابعة النشاط والتمارين الرياضية، بحيث يمكن للساعة متابعة المسافة المقطوعة، عدد الحريات المستهلكة، تفاصيل حول نشاط القلب، الخطوات، عدد مرات الجلوس، والوقت الذي أخذه المستخدم من أجل الراحة.
وبالنسبة لمستشعر دقات القلب فأنه يعمل وبشكل ممتاز وخاصة عندما تبدأ بتحديد هدف اليوم فأنه سيقوم بقياس نبضات قلبك وبشكل مستمر. كما يمكن للساعة ان تقوم بالتدريب، بأن ترسم للمستخدم خططا رياضية وأهدافا عليه تحقيقها من أجل الحصول على أفضل لياقة بدنية، والمحافظة على الصحة، وخاصة القلب ونشاطه وحيويته، وبالتالي حيوية كاملة للجسم، ومن أجل كل هذا أضافت آبل تطبيقين، الأول Fitness خاص باللياقة البدنية والتمارين، والثاني WorkOut خاص بالنشاطات ومتابعة النشاط والخطوات.

## خدمات الدفع السريع
توفر أبل واتش ميزة جديدة وآمنة تختص بالدفع عن طريق الإنترنت، حيث وفرت أبل إمكانية دفع المستحقات المالية بسرعة وسلاسة وبأمان كبير جدا، حيث يتمكن المستخدم من الدفع بواسطة ماستر كارد أو فيزا كارد أو غيرهما، وهذا للدفع في بكل سهولة دون الحاجة إلى إخراج البطاقة، ولا كتابة أرقام، ولا التأكد من أن لا أحد يتجسس عليه، وبدون خوف من سرقة أي معلومة منها.

## الخرائط
تحوي أبل واتش ميزة الملاحة، أو GPS، والتي تتيح للمستخدم وعبر خرائط آبل المدمجة في الساعة التجول في في أي مكان، والحصول على وجهته بكل سهولة، وذلك بالاعتماد على تقنية سيري أو مباشرة عبر البحث في الخرائط ليتمكن من الحصول على ملاحة برية بكل سهولة، وهذا عبر خرائط آبل في الساعة.

## نظام التنبيهات

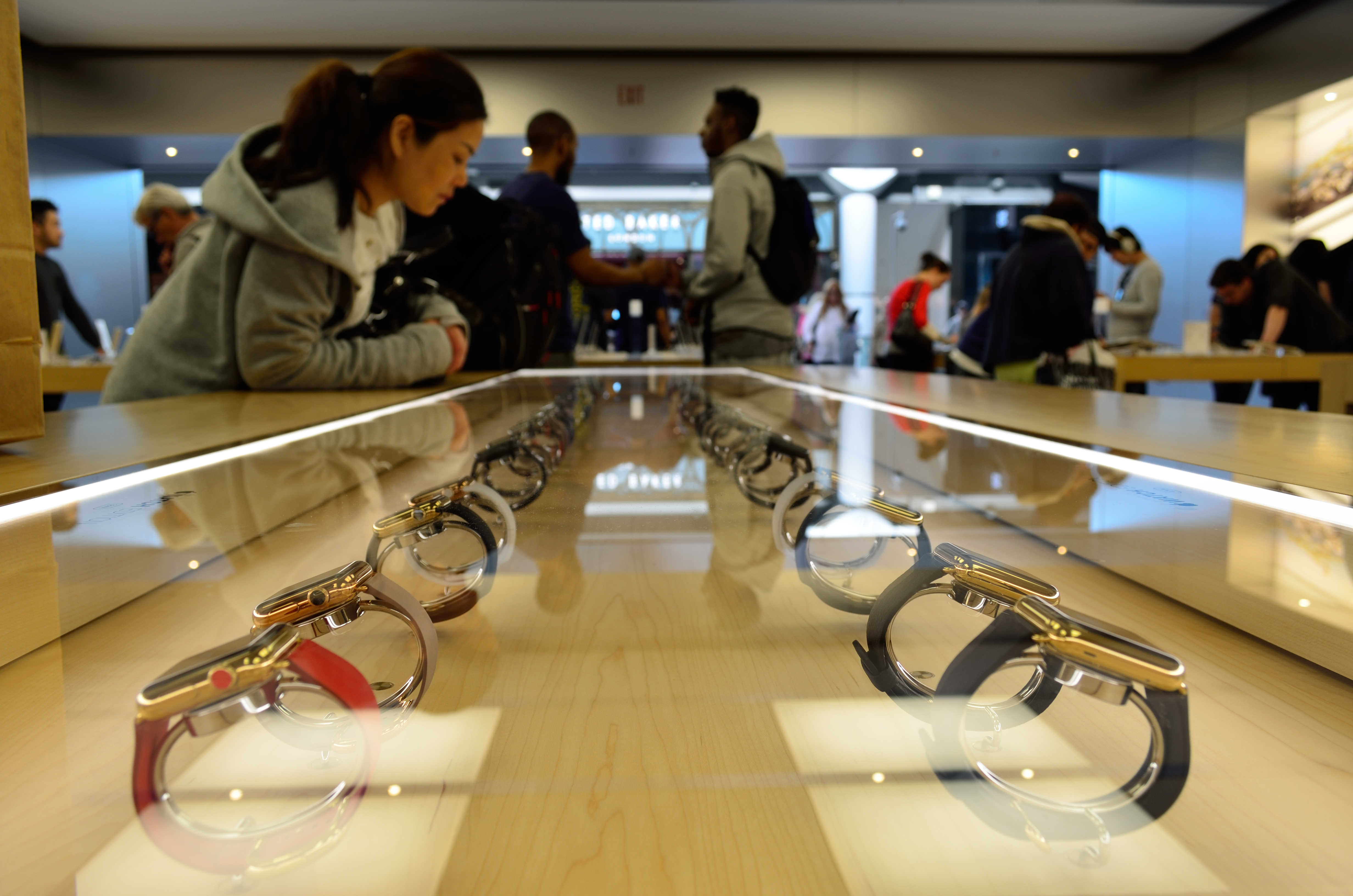
ساعات أبل معروضة في متجر أبل

أهتمت أبل واتش بخاصية الإشعارات، فهي التي تضمن للمستخدم الاطلاع على جميع ما يدون في هاتفنا، وكل ما يصلنا من رسائل، اتصالات، تفاصيل وأخبار التطبيقات، بالتالي فالساعة هنا تقوم بهذا الدور، لا داعي لإخراج الأيفون من الجيب، فقط يكفي أن يرى المستخدم الإشعارات من خلال ساعته، بالإضافة إلى ان أبل واتش مزودة بتقنية إشعارات أكثر ذكاء، حيث تتيح للمستخدم عرض الاشعارات بأصوات مختلفة كل صوت يدل على أمر ما، مع إمكانية فتحها، وستكون أفضل مع تطبيقات الطرف الثالث.
فعندما يصل المستخدم تنبيه في الساعة فأنه يمكنه الوصول إليه من خلال السحب من الأعلى إلى الأسفل وبمجرد مايصله التنبيه فأنه يظهر له مباشرة وأذا قام بالنظر إليه لمدة أطول فان الساعة ستظهر له تفاصيل أكثر عن التنبيه -على حسب التطبيق- فهنالك 3000 تطبيق للساعة الذكية تقريبا فبعض هذه التطبيقات تعرض للمستخدم التنبيه بمجرّد تنبيه عادي من دون أيّة تفاصيل مثل الفيسبوك أما الجيميل أو واتس أب فأنه سيسمح له بقراءة التنبيه كامل ولكن لايمكنك الرد عليها.
نظام التنبيهات يظهر بطريقة تقليدية ليست بنفس الحركة الجميلة الموجودة في Google Now.

### تقنية Taptic engine وForce Touch
كلا التقنيتين ستقدمان للمستخدم ثورة في عالم التقنية فكلاهما لهما أهداف معينة فعلى سبيل المثال Taptic engine هو نوع من التنبيه بالأهتزاز بطريقة ذكيّة كما لو أن أحد قام بالنقر على المستخدم ليخبره من أن هنالك تنبيه وصل إلى ساعته أفضل بمراحل ضوئية مقارنة بنظام الأهتزاز المزعج ومن ثم هنالك تقنية Force Touch والتي تقدم للمستخدم مستويات مختلفة من الضغط حسب التنبيه أو التطبيق الذي عليه المستخدم. فعلى سبيل المثال يمكنك الضغط بشكل قوي على التنبيه أو الرسالة للحصول على خيارات أكثر مقارنة بالضغط بالطريقة العادية ويمكنك فعل نفس الشيء على أكثر من تطبيق ويمكنك فعل نفس الشيء على واجهة الساعة للحصول على خيارات أكثر في تعديل الواجهة بدلا من تغيير الشكل فقط مثل أضافة الأسهم وصندوق صغير لنظام الرياضة والصحة على نفس الواجهة.

## النظام
نظام أبل واتش شبيه جداً بنظام الآيفون والآيباد من ناحية الاستخدام. رغم أن النظام يأتي بشكل جديد كلياً لكي يناسب حجم شاشة الساعة، إلا أن أي مستخدم لأجهزة أبل سيشعر أنه يعرف النظام مسبقاً.
سهولة التعرف على الوقت عند الحاجة، سهولة استخراج المعلومات الأساسية، بالإضافة إلى سهولة التنقل للبرامج الثانوية هو ما يميز هذا النظام. رغم ذلك، يظل النظام في المراحل المبدئة من التطوير، لذلك لا يعكس دائماً سرعة وخفة نظام الآيفون والماك، لكن مع مرور الوقت من المتوقع أن يصل إلى مستوياتهما.
في واجهة الساعة الذكيّة هنالك واجهتين رئيسية: الأولى، ومن ثم هنالك واجهة الخاصة بالتطبيقات يمكن المستخدم الوصول إليه بمجرّد الضغط على زرّ ديجتل كراون وهذا الزرّ سيعطي المستخدم وظائف كثيرة فعلى سبيل المثال الضغط مرة واحدة سيعود بالمستخدم إلى الواجهة أو إلى القائمة السابقة أما أذا قام المستخدم بالضغط مرتين فأنه سيعود به إلى آخر تطبيق قمت بأستخدامه أما أذا قام المستخدم بالضغط بشكل مطول فأنه سيقوم بتحويله إلى Siri وسأتحدث لاحقا عن المساعد الشخصي عموما يمكنه تصفح التنبيهات من خلال هذا الزرّ من دون أن تحجب أصبعه للشاشة كما يمكنك عمل تقريب لفتح تطبيق معيّن.
أذا كان المستخدم في الواجهة الرئيسية للساعة فأنه يمكنه السحب من الأعلى إلى الأسفل للوصول إلى التنبيهات أما أذا قام المستخدم بالعكس فأنه سيقوم بتحويله إلى Glances وهي عبارة عن صناديق معلوماتية لعدد من التطبيقات مثل تطبيق الطقس والأسهم والتحكم بالملفات الموسيقية وأيضا صندوق معلوماتي لأدوات الأتصال والتي ستقدم لك خيار للبحث عن هاتفك الأيفون.
بإمكان المستخدم ترتيب التطبيقات فأذا قام بالدخول إلى تطبيق الرسائل فأنه يمكنه الرد على الشخص من خلال قوالب جاهزة أو من خلال رسالة صوتية تتحول إلى نصيّة كذلك الرد من خلال تعبيرات يمكنه تغييرها من خلال زرّ الديجتل كراون.

### التحكم
الزر المسنن الجانبي الأكثر أهمية للتحكم والتنقل بين واجهات الساعة والتطبيقات كما أن هناك زر آخر سيستخدم في التطبيقات والاتصال. وقامت أبل بتطوير ميزة جديدة أسمتها Force touch وهي الضغط المطوّل الذي يظهر لك خيارات عديدة قابلة للتخصيص.
الزرّ الجانبي أيضا هو المسؤول عن قائمة الأسماء المفضلة التي قمت بأضافتها من خلال التطبيق الخاص بهذه الساعة وأذا كان هذا الشخص يملك ساعة فأنه يمكنك أرسال نبضات القلب أو رسم تعبيرات للواجهة. نعود إلى Siri فهي أسرع وأفضل من ناحية الأستجابة مقارنة بما هو موجود في الأيفون حيث يمكن للمستخدم تفعيلها من خلال القول “Hey Siri” بدلا من التعليق على زرّ الديجتل كراون ومن هنا يمكنه طرح ما يشاء من الأسئلة مثل طول مبنى معين أو حالة الطقس أو أطلاق تطبيق أو حتى تحديد موعد معين. الساعة ستقدم للمستخدم خيار للرد على المكالمة والحديث مع الشخص من خلال الساعة وجودة المكالمات فيها جيّدة ليست عالية ولكن جيّدة.

### زر الهوم
زر الهوم هو زر يظهر على يمين الساعة. ببساطة هو بمثابة زر الهوم في الأيفون، يوفر للمستخدم إمكانية القيام بالعديد من المهام، فهو تماما كما مثل زر الهوم أو زر الشاشة الرئيسية في الأيفون.

## الإتصال
تستطيع الساعة استقبال الاتصالات التي تكون موجهه للجهاز الذي تتصل به

## التطبيقات
لم تنس آبل أمر التطبيقات، فهناك الكثير من التطبيقات الأصلية الخاصة بها مثل الخرائط الذي يدعم ميزة التوجيه للمكان الذي يريده المستخدم، وتطبيق الصور، مشغل موسيقى آيتونز، التحكم بكاميرا الأيفون، بالإضافة لذلك ستقوم بتوفير حزمة التطوير لمصممي التطبيقات تدعى WatchKit والتي تتيح للمطورين تقديم تطبيقات ذكية للساعة، بالتالي يمكنها تشغيل العديد من التطبيقات. كما أن نسخة من نظام المساعد الشخصي سيري Siri متاحا للساعة.
الغرض الأساسي من الساعة الذكية يتمثل في البرامج، وأبل تعرف ذلك جيداً، لذلك وفرت أكثر من 3 آلاف برنامج  بحلول أول شهر لإطلاق الساعة.
برامج الساعة تنقسم إلا نوعين:
1. برامج مثبتة على الساعة ، وهي برامج أبل فقط.
2. برامج مثبتة على الآيفون، وهي البرامج الثانوية.

بالنسبة للبرامج الأساسية المثبتة على الساعة، فهي سريعة، مفيدة جداً، وتستخدم كل تقنيات الساعة بشكل مثالي. فمثلا برامج الصحة توفر إستخدامات جديدة كليا لم تكن ممكنة بالآيفون. برامج التواصل وباقي الأدوات تعمل بكفائة وتغنيك عن استخدام الآيفون حينها.
أما بالنسبة للبرامج الثانوية، فأشهر برامج آي فون تدعم حالياً أبل واتش، وتوفر نسخة مصغرة من البرامج على الساعة. المشكلة الأساسية هي أن أبل لا تمكن من تثبيت البرامج على الساعة، إنما تلزم المطورين على تثبيت البرامج على الآي فون، بحيث تحتاج الساعة عند كل استخدام إلى استخراج البرامج من الآيفون. ذلك، بالإضافة إلى عدم تمكين المطورين من استخدام كل تقنيات الساعة، هما العائقان الأساسيان أمام الساعة.
أبرز التطيبقات التي تدعمها الساعة:
- تطبيق الرسائل مع إمكانية السماع والرد عبر الرسائل الصوتية.
- تطبيقات الحركة، وسوف تأتي مع تطبيقين للياقة والتمارين الرياضية.
- تطبيقات الصحةوالطقس والخرائط والتقويم والموسيقى وتطبيقات المطورين.
- تطبيق تويتر، إنستقرام،Wechat ،Uber.
- برنامج للتحكم بباب الكراج عن بعد.
- برنامج لفتح الأبواب في الفنادق.

وغيرها الكثير من التطبيقات المتنوعة التي تصل إلى أكثر من 3000 تطبيق.

### الأخبار والطقس
بدأت شركة جوجل في تحديث تطبيقاتها لتدعم أبل واتش أو أبل ووتش حيث أطلقت جوجل تحديثا جديدا لتطبيق الأخبار والطقس News & Weather يضيف دعم أبل واتش، ويمكن لمستخدمي أبل واتش الآن التعرف على حالة الطقس وأحدث الأخبار عبر تطبيق جوجل مباشرة من خلال الساعة، وكما تدعم ساعة أبل تطبيقات جي ميل Gmail وتقويم جوجل وجوجل بلس وتطبيق التراسل Hangouts، وإن كان وصول التحديث إلى تطبيق الأخبار والطقس يعني أن جوجل تهتم بتوفير تطبيقاتها لمستخدمي أبل واتش.
يتيح تطبيق الأخبار والطقس من جوجل لمستخدمي أبل واتش تصفح الأخبار والتنقل بينها بالسحب على الشاشة بالإضافة إلى الإطلاع على الصورة المرفقة مع الخبر من خلال الضغط على الزر الجانبي الرئيسي في أبل واتش، ولا يمكن للمستخدم قراءة محتوى الأخبار من خلال الساعة، ويتيح التطبيق أيضا للمستخدم من خلال الضغط المطول على عنوان الخبر لإضافة الخبر إلى قائمة القراءة في متصفح سفاري لقراءة الخبر فيما بعد من خلال آيفون أو آيباد أو جهاز ماك، وتتوفر إلى جانب تطبيق الأخبار والطقس العديد من تطبيقات الأخبار التي يمكن لمستخدمي أبل ووتش الاختيار من بينها مثل NYT Now وCNN وCirca.

## الأداء والبطارية

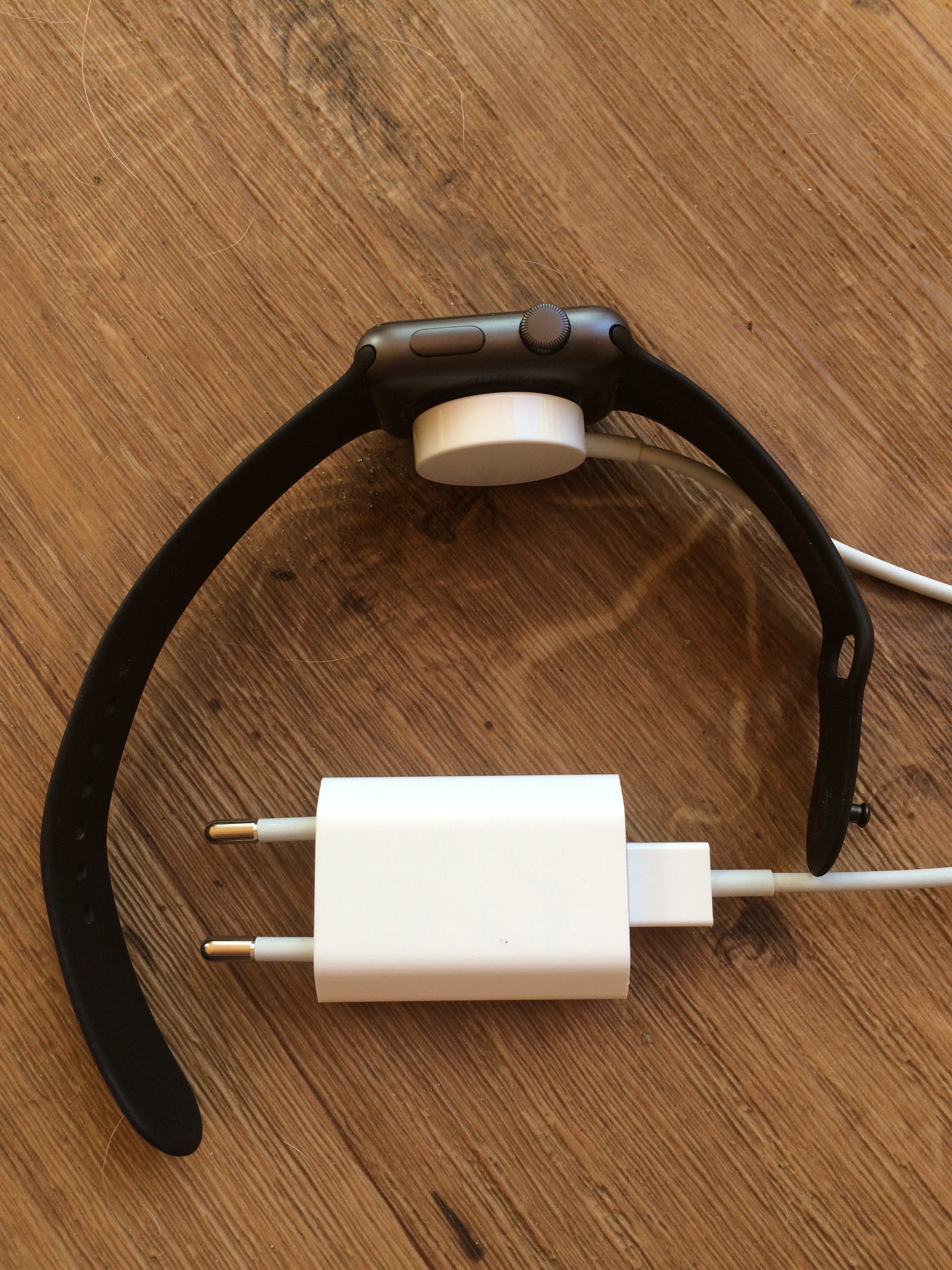
الكيبل الشاحن المغناطيسي الخاص بأبل واتش

نظام أبل واتش يعمل معظم الأوقات بسلاسة لكن سيلاحظ المستخدم بعض الأحيان بطئ في تصفح القوائم أو تأخر في فتح التطبيقات وهذه سيلاحظها المستخدم مع تطبيقات الطرف الثالث.

### البطارية
البطارية ستصمد إلى يوم كامل، وبعض الأحيان إلى يوم ونصف اليوم. ومن الأفضل أن يقوم المستخدم بشحن ساعته بشكل يومي.

### طريقة الشحن
يتم شحن ساعة ابل بسهولة من خلال توصيل شاحن مغناطيسي على خلفية الساعة، ويتوفر الشاحن المغناطيسي لأبل واتش بكابل طوله 1 متر وآخر بطول 2 متر بسعر 29 دولار و39 دولار على التوالي.

## الإصدارات
الساعة متوافرة بثلاث إصدارات مختلفة - نسخ- هي:
1. أبل واتش بمواصفات قياسية (النسخة العادية)، "Apple Watch".[2]
2. أبل واتش سبورت ذات المواصفات الرياضية.
3. أبل واتش إديشن المصنوعة من الذهب عيار 18 قيراط.

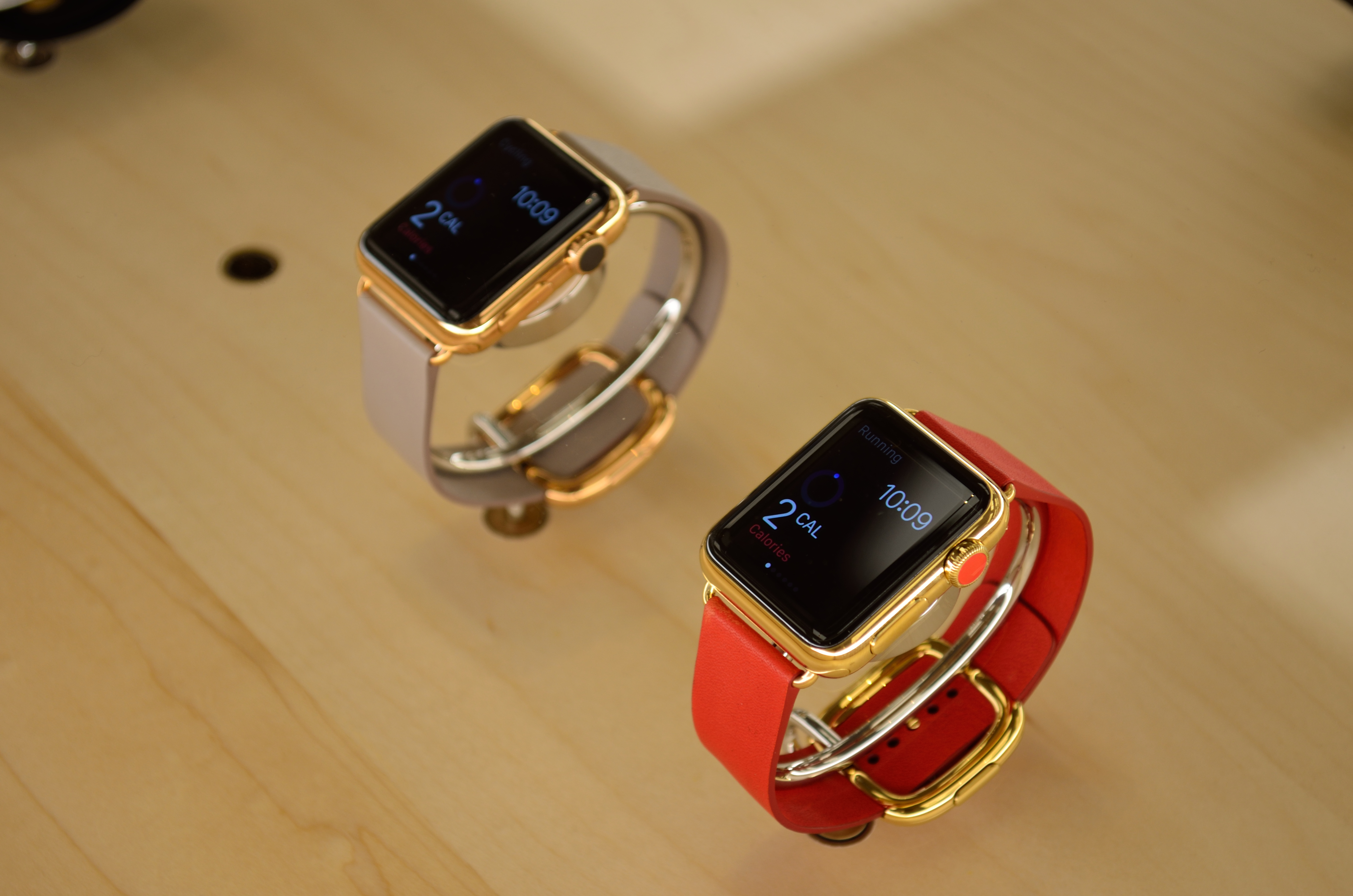
أبل واتش -إديشن- الذهبية المصنوعة من الذهب عيار 18 قيراط.

جميع هذه النسخة مقاومة للماء والأتربة وهذه النسخ تأتي أيضا بمقاسي 38 و42 ملم الأولى مناسبة للنساء أو من لديهم يد صغيرة ومن ثم نسخة 42 ملم مناسبة للرجال بشكل أكثر أو من لديهم يد كبيرة الحجم.
هذا يعني أنه بإمكان المستخدم تغيير جودة التصنيع للساعة نفسها بشكل كامل وهذا ما يلاحظ مع الأساور والتي تبدأ من البلاستيك إلى المغانيسيوم والمعدن وغيرها ولكن هنالك فرق تحديدا مع النسخة الرياضية ضد نسخة العادية ونسخة مكلفة الثمن حيث أن الأطار الخاص بالساعة يأتي بمادة الفولاذ المقاومة للصدأ على عكس مادة الألمنيوم ومن الجهة الخلفية هنالك طبقة خزف مع المعدن على عكس ماهو موجود في الساعة الرياضية والتي تأتي بمادة البلاستيك القوي.
أيضا طبقة الحماية مختلفة تماما فالنسخة الرياضية تأتي بطبقة الحماية ionx شبيه بما هو موجود في القوريلا قلاس أقل أنعكاسا وأقل تحملا من ناحية الخدش ولكن النسخة العادية والنسخة مكلفة الثمن تأتي بطبقة الياقوت والتي تتحمل بشكل أكبر ضد الخدش ولكنها أكثر أنعكاسا.

### النسخة العادية
النسخة العادية "Apple Watch" بسوارة مصنوعة من الجلد الحقيقي تكلفتها 650 دولار أمريكي. الساعة تأتي بتصميم أنيق ركزت أبل وبشكل كبير على أن يكون التصميم متوافق مع الموضة بنفس تصميم الساعات الكلاسيكية أكثر من أنها تكون مائلة إلى الجانب التقني. بالتالي التصميم مناسب للجميع يعتمد على المستخدم كليّا في موضوع أذا كان يفضل الشكل المستطيلي أم لا.
من الجهة اليمنى ستجد زرّ “الزرّ الجانبي” وDigital Crown، بالأسفل ومن الجهة اليسرى منفذ صغير للمايكروفون بجانب السماعة الخارجية المقاومة للماء ومن الجهة الخلفية ستجد مستشعر لدقات القلب بأنارة باللون الأخضر LED وهنالك زرّين بأعلى وبأسفل مستشعر لدقات القلب مسؤولان عن أزالة السوارة والعملية جدا سهلة من ناحية أزالة وتركيب السوارة.

## إكسسوارات
أبل واتش قابلة لتغيير السوار ويمكن اختيار المناسب من ضمن تشكيلة واسعة جدًا من الألوان والمواد المختلفة مثل الجلد والمطاط أو المعدن.

## الألوان
تأتي أبل واتش بالالوان الرسمية الأربعة وهي :-
- رمادي.
- فضي.
- ذهب الروز.
- ذهبي.

## التوافقية
الساعة متوافقة مع هواتف آي فون 5 وآيفون 5 سي وآي فون 5 اس وآيفون 6 وآيفون 6 بلس. ويجب أن يكون الهادتف محدث إلى الإصدار 8.2 من نظام التشغيل آي أو إس.

## الأسعار
تتوفر أبل واتش بثلاثة إصدارات وهم: النسخة الرياضية Apple Watch Sport وApple Watch Apple Watch Edition، وApple Watch Edition هو إصدار راقي ذهبي من أبل واتش تبدأ أسعاره من 10 الآف دولار وتصل حتى 17 الف دولار.
وتبدأ أسعار أبل واتش الرياضية من 349 دولار للحجم الصغير -38 ملم- من الساعة ومن 399 دولار للحجم الكبير -42 ملم- من الساعة، وتبدأ أسعار Apple Watch بسوار من المعدن من 549 دولار إلى 1049 دولار للحجم الصغير ومن 599 دولار إلى 1099 للحجم الكبير من الساعة.

## الطرح في الأسواق
توفرت أبل واتش في الأسواق بتاريخ 24 أبريل 2015 في كل من الولايات المتحدة والمملكة المتحدة والصين وأستراليا وكندا وفرنسا وألمانيا وهونغ كونغ واليابان، كما أتاحت الشركة توفير الساعة من خلال الحجز المسبق من خلال موقع الرسمي لشركة أبل في 10 أبريل 2015 وهو اليوم الذي أستطاع فيه العملاء تجربة أبل واتش في متاجرها للتجزئة، وفي عدد آخر من المتاجر في طوكيو وباريس ولندن.

## معرض الصور

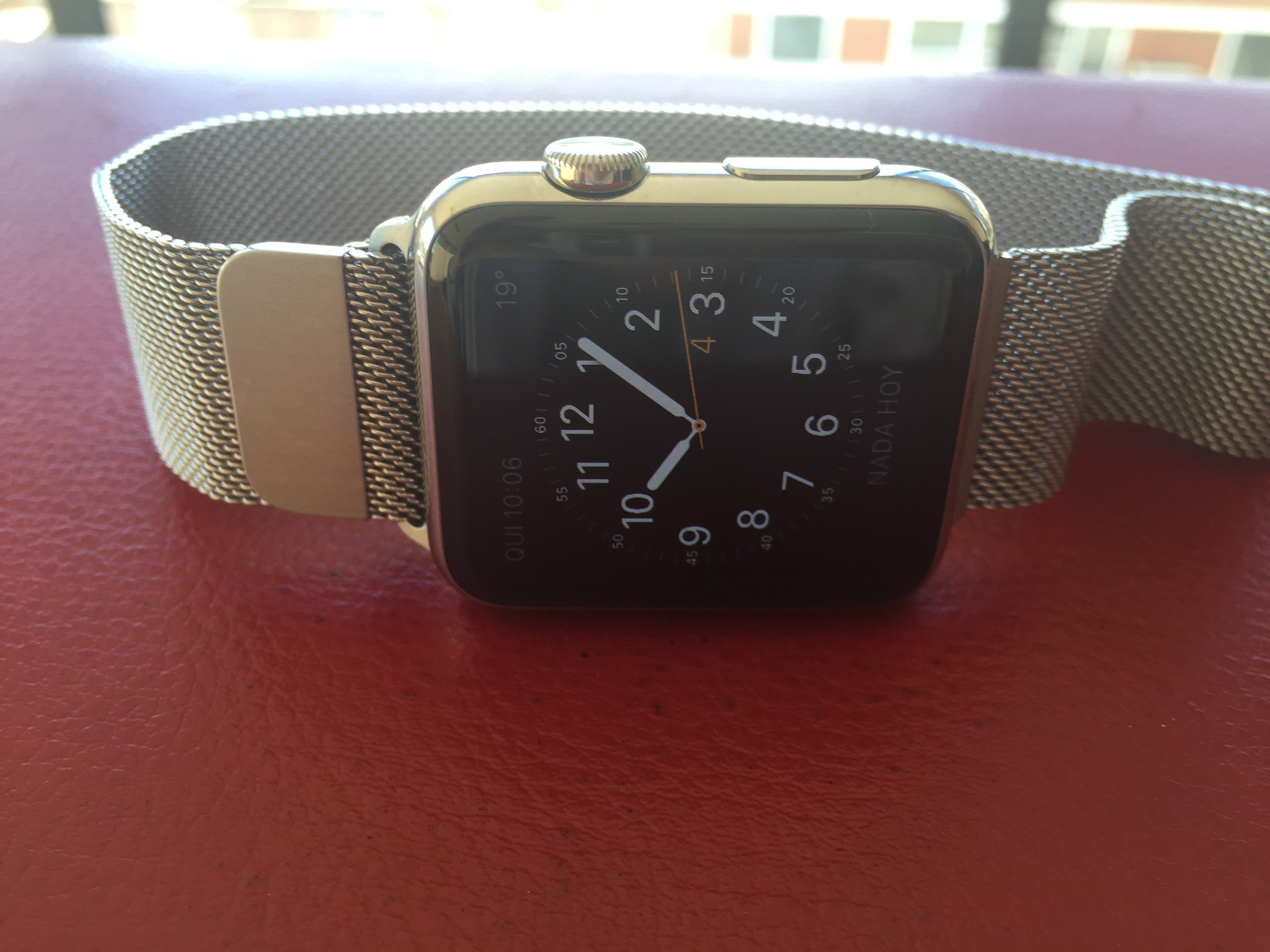
أبل واتش العادية
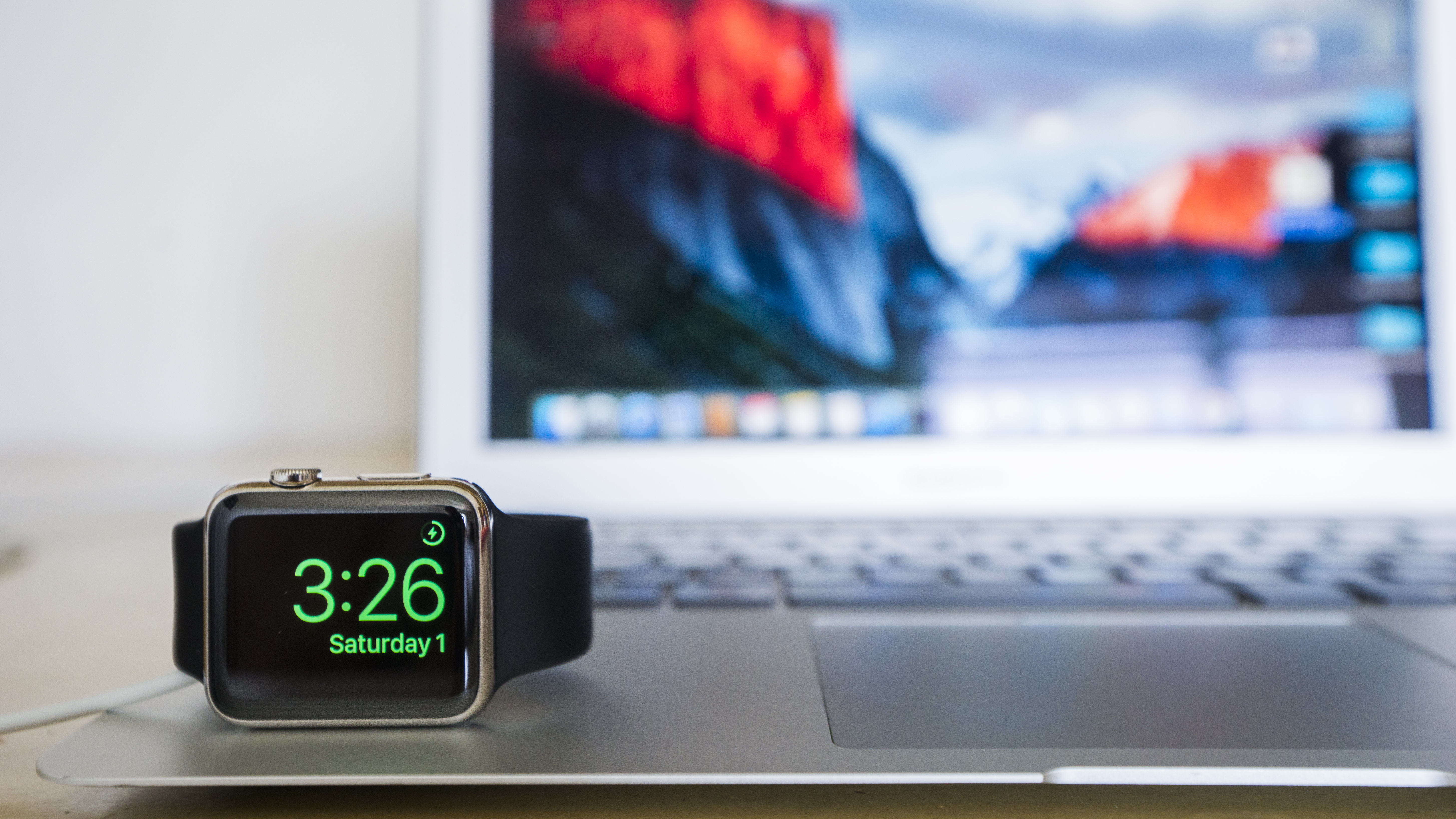
أبل واتش ذهبية
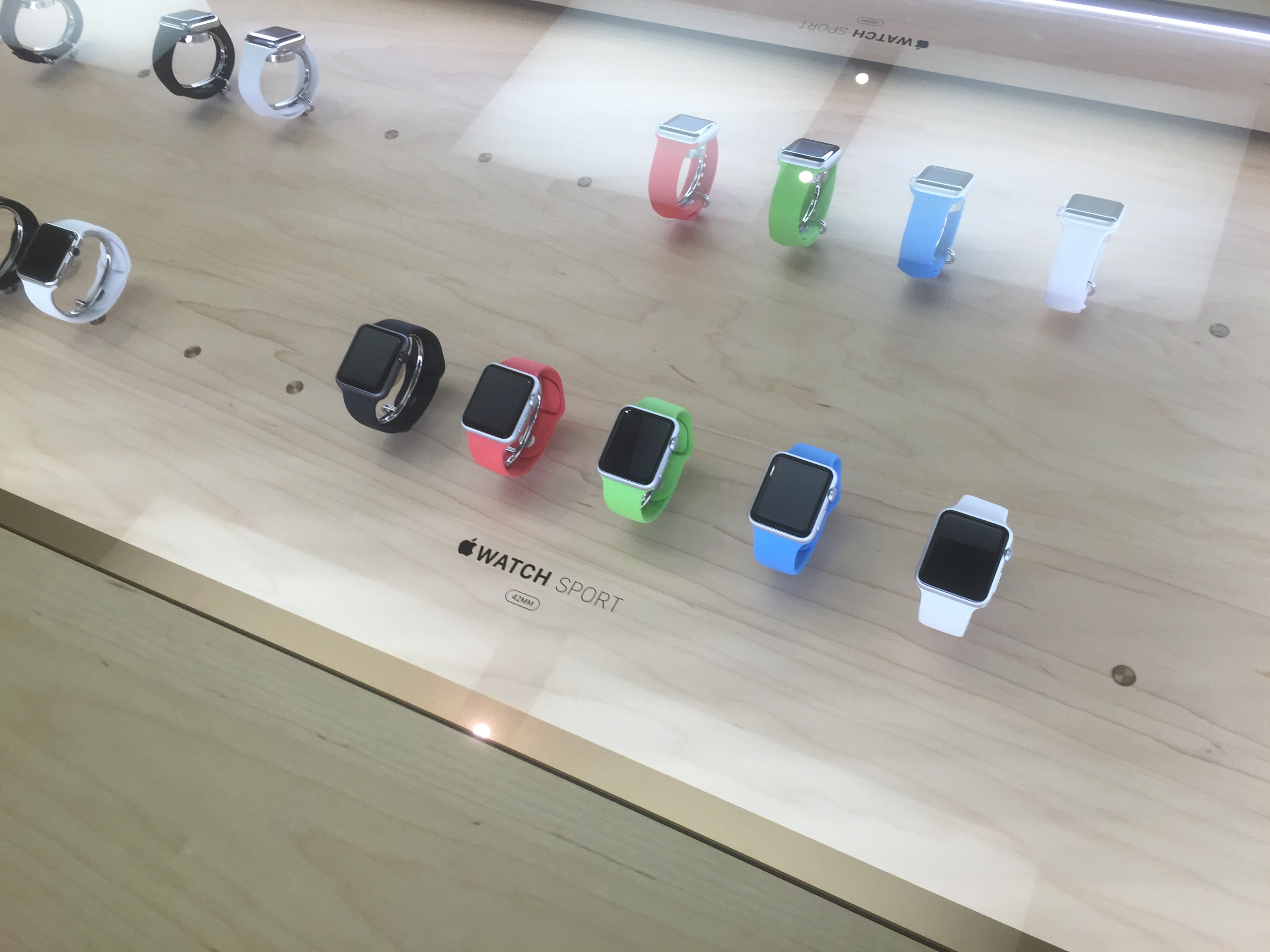
أبل واتش الرياضية
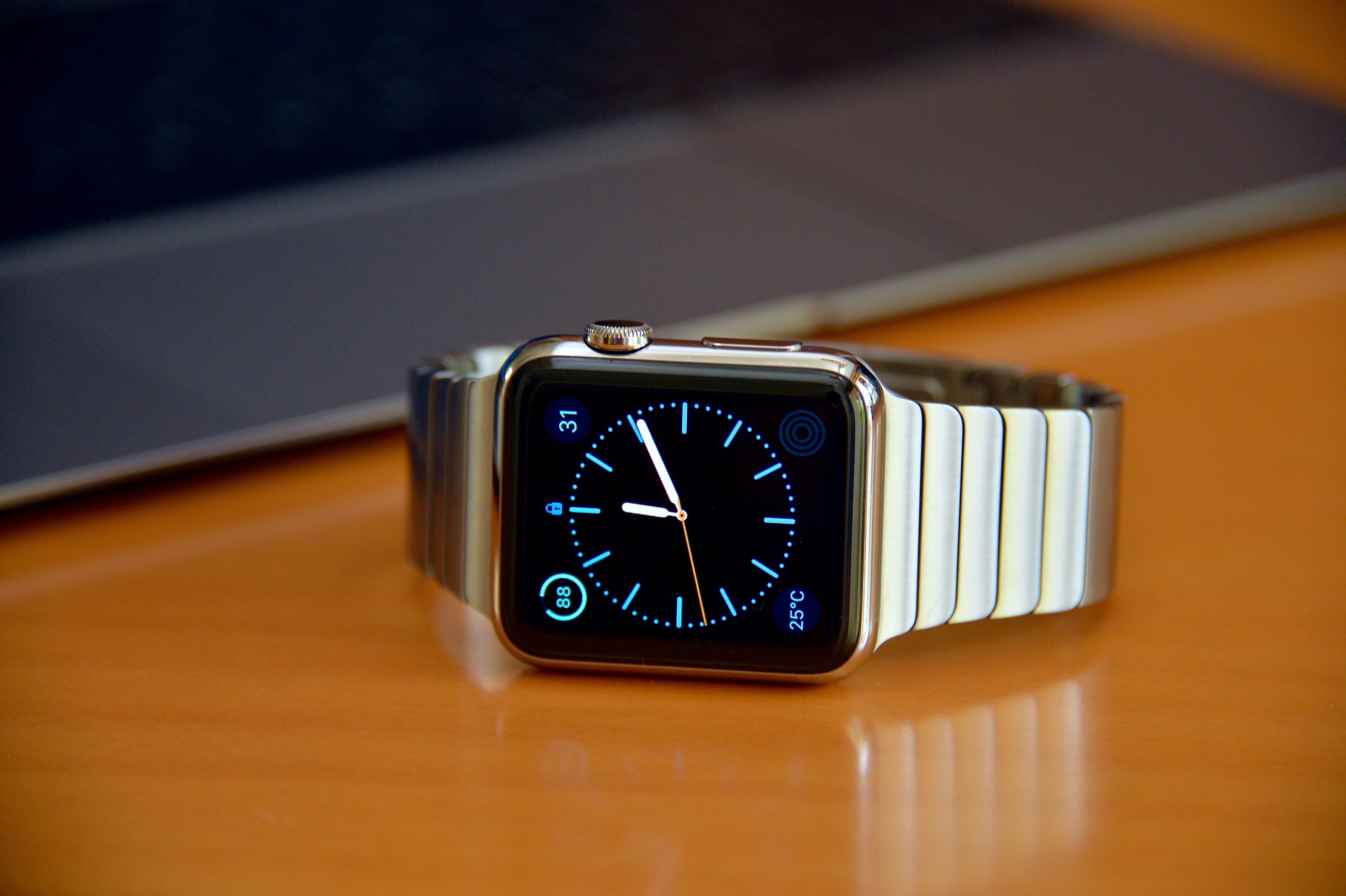
أبل واتش القياسية
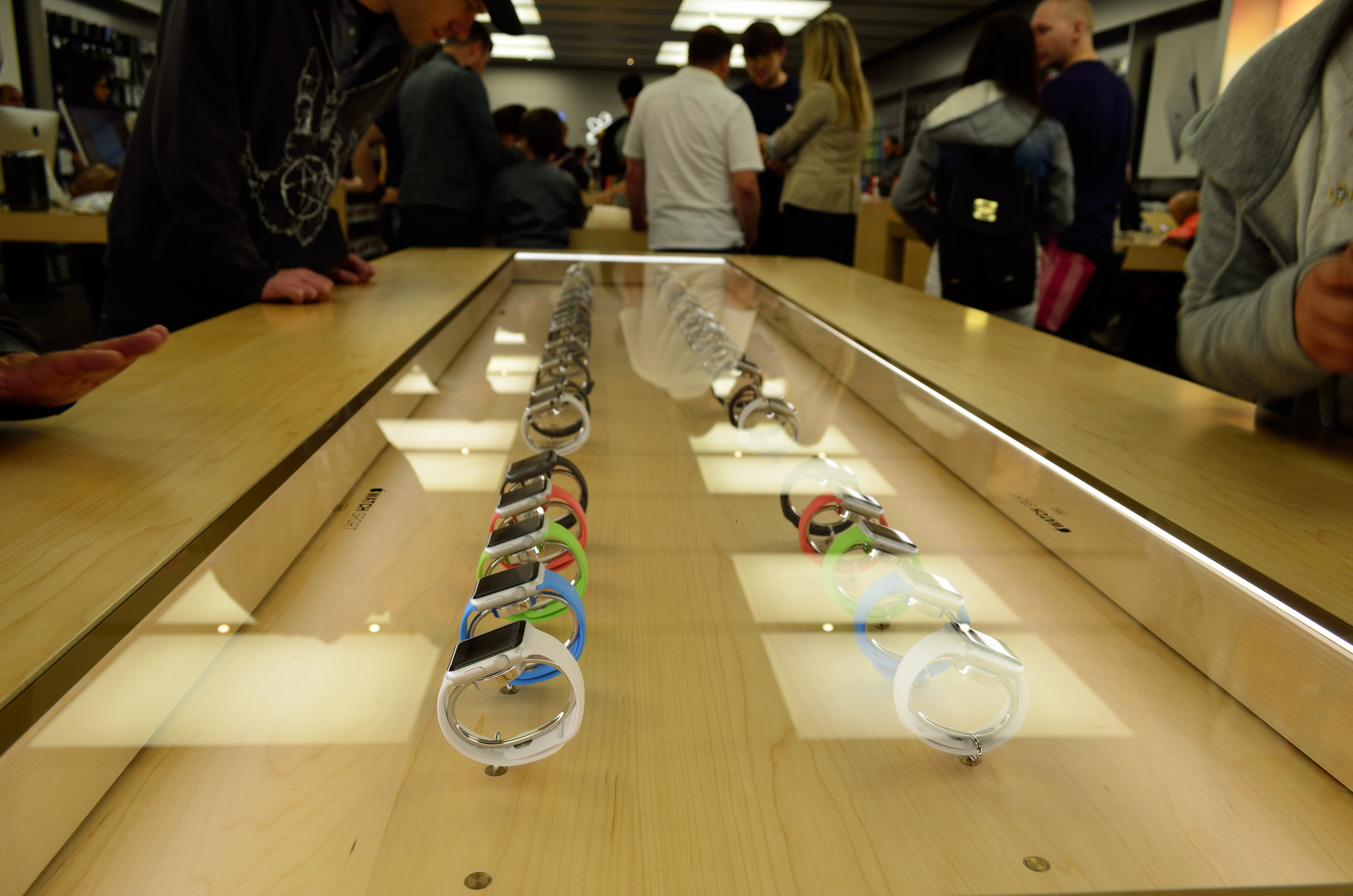
أبل واتش في متجر أبل
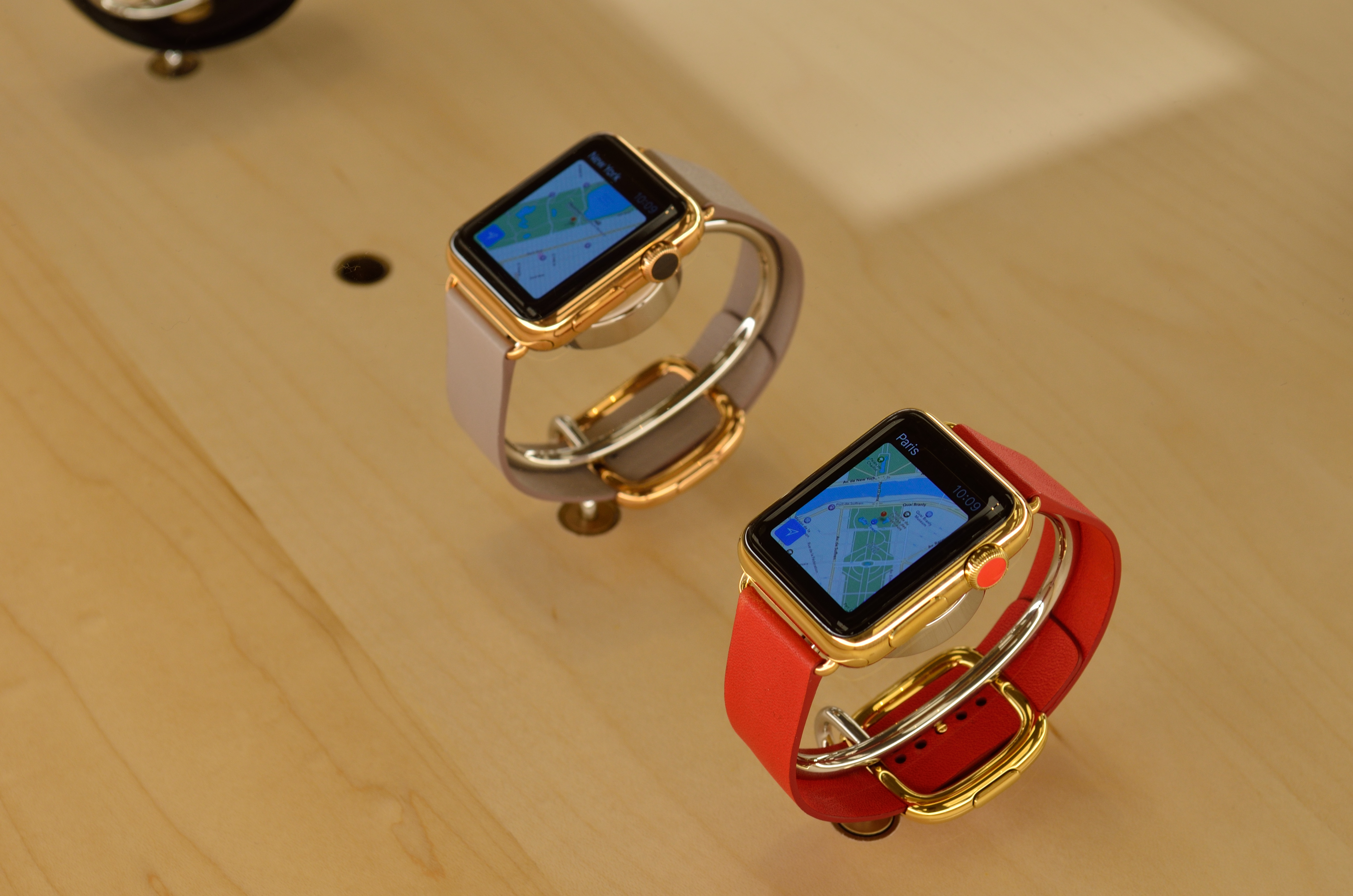
أبل واتش اديشن الذهبية
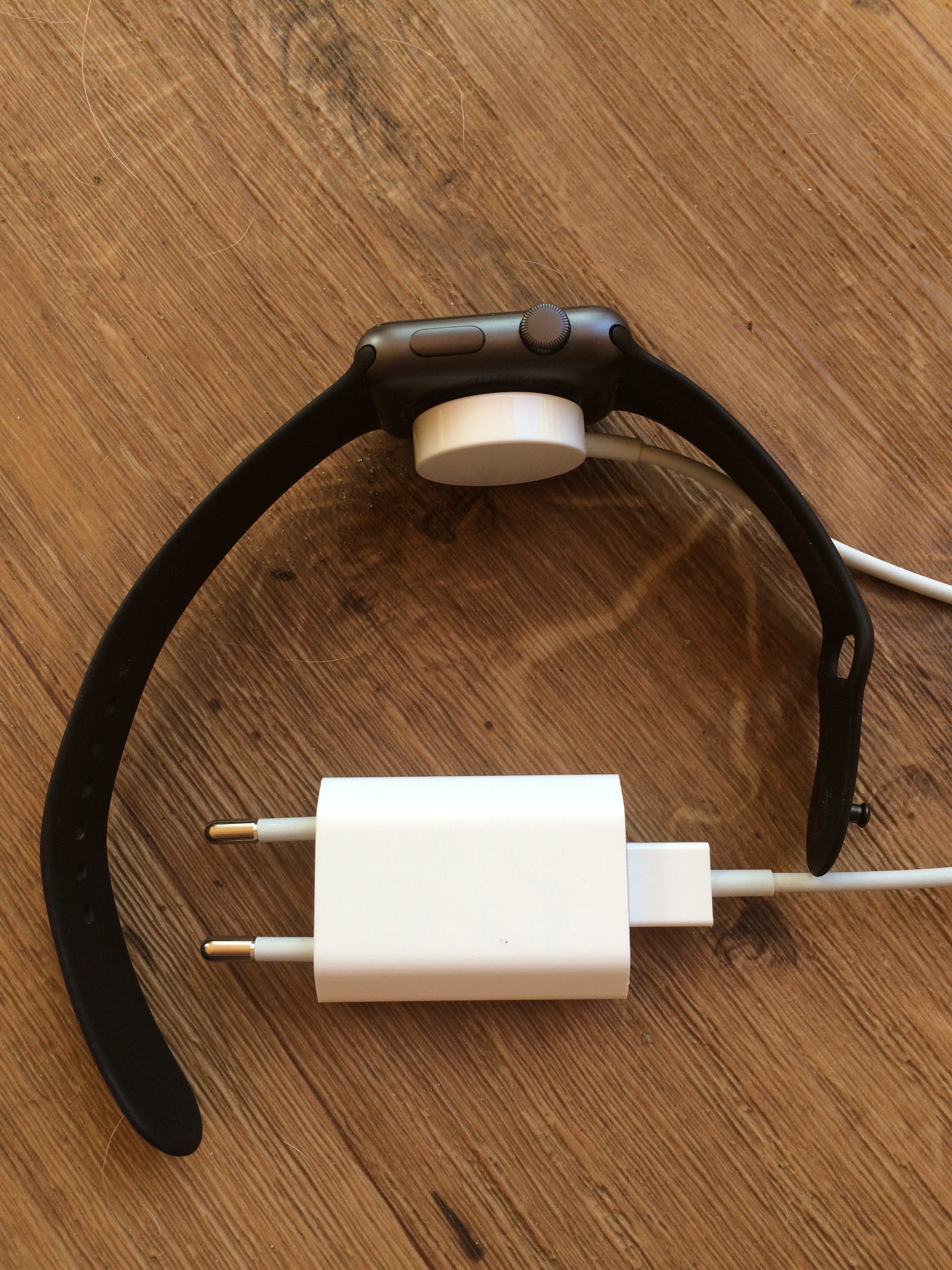
كيبل شحن أبل واتش
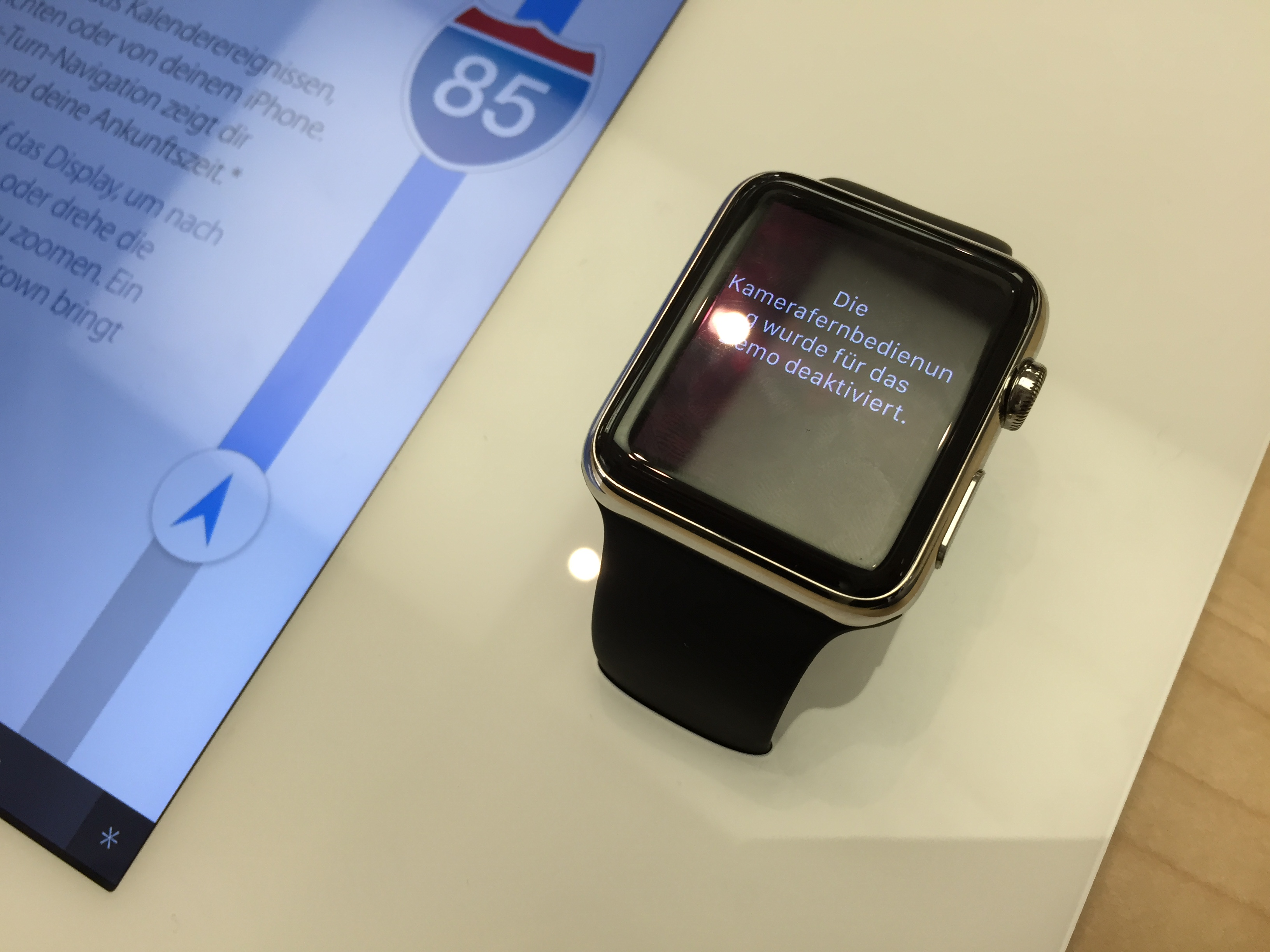
أبل واتش الرياضية بسوار أسود مطاط
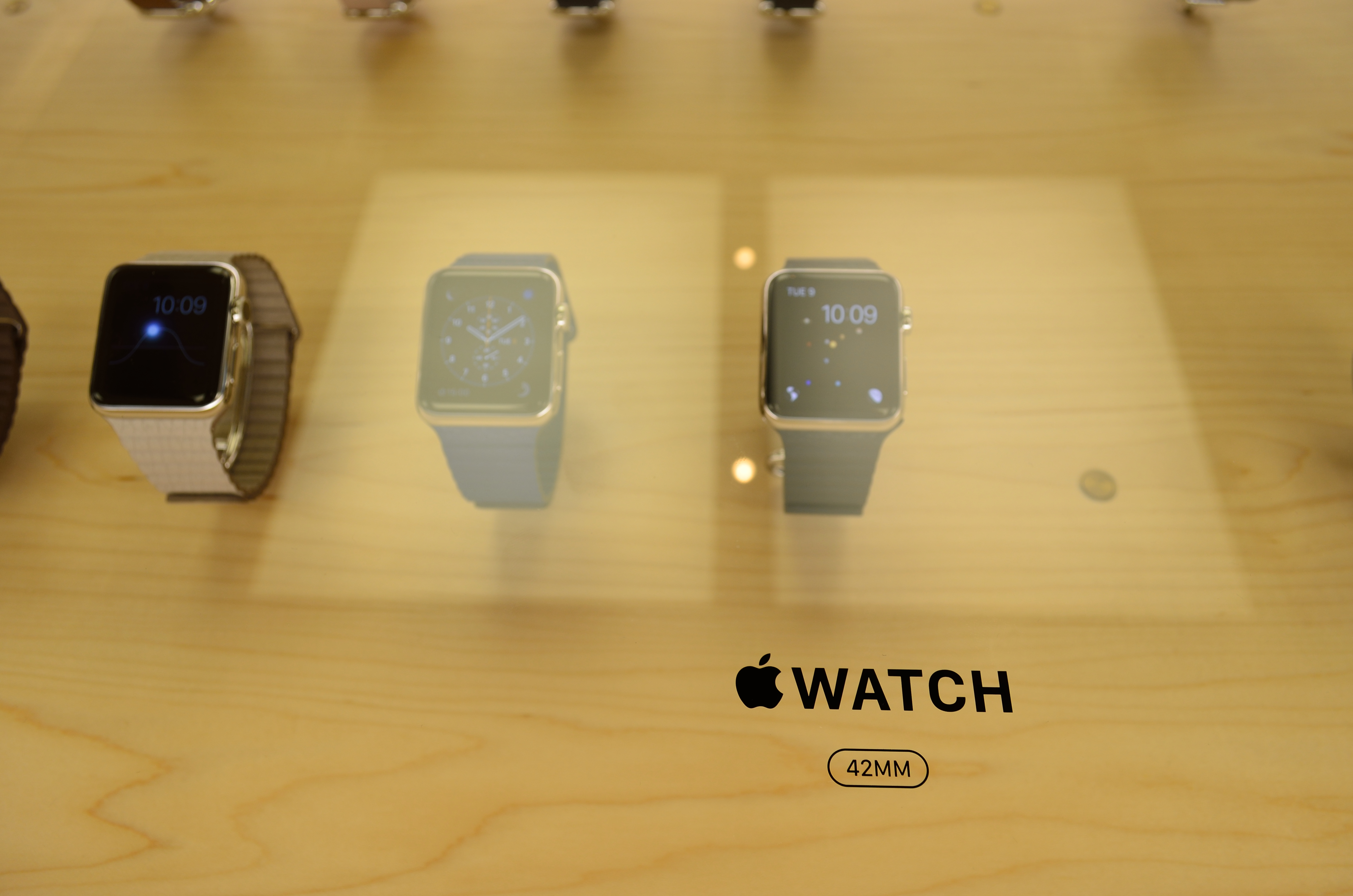
أبل واتش في متجر أبل
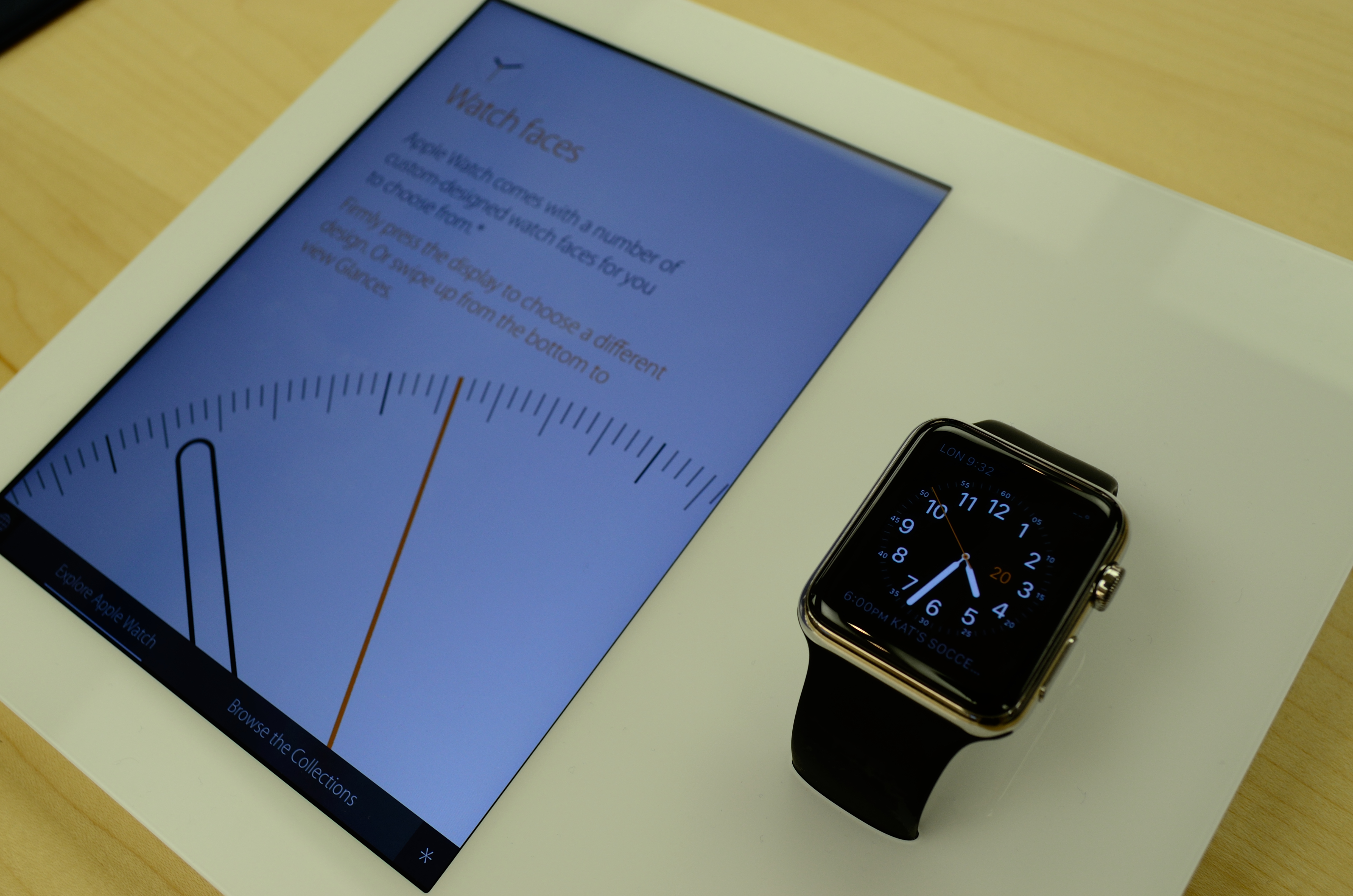
أبل واتش
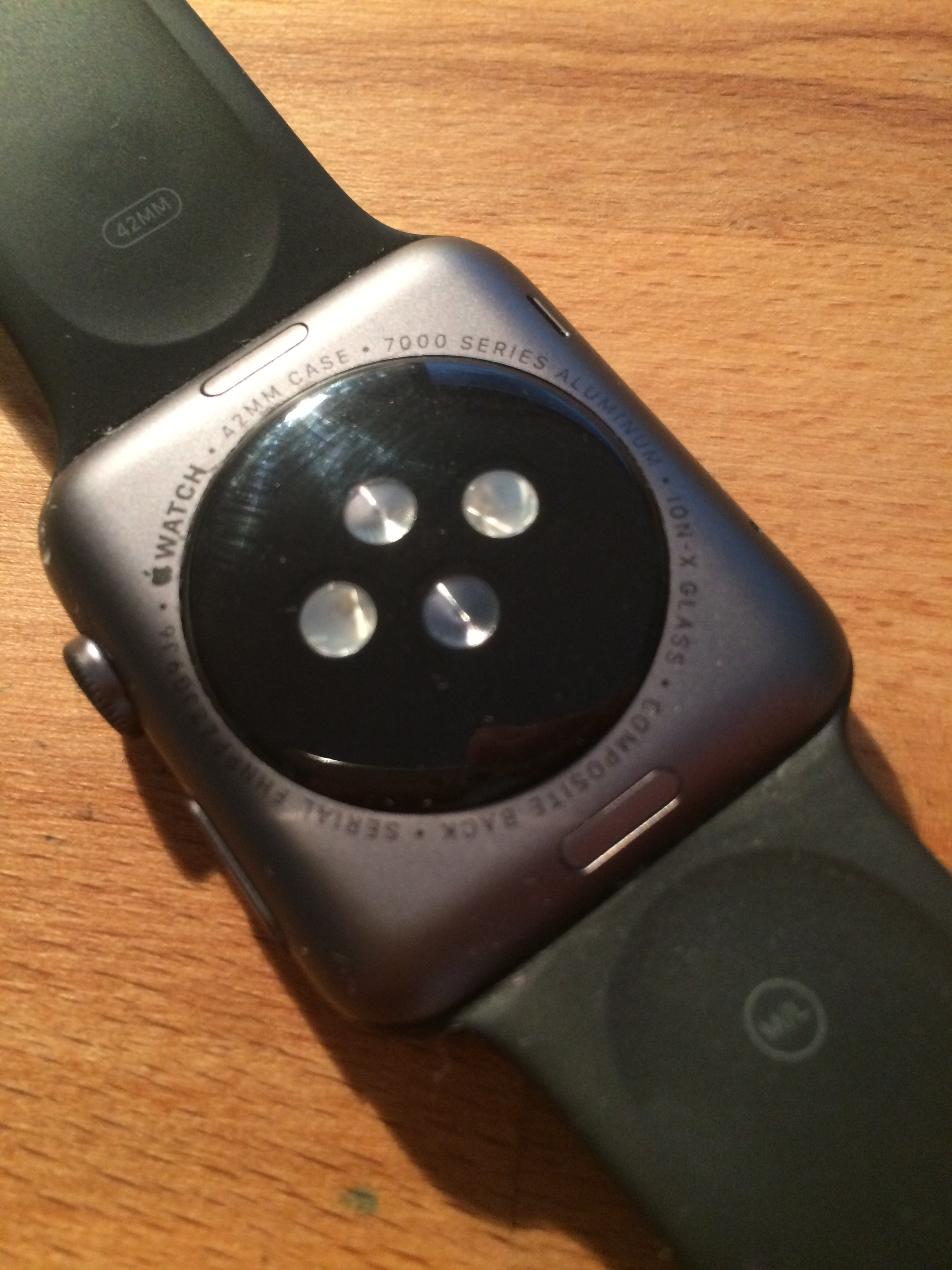
خلفية أبل واتش ويظهر مستشعر دقات القلب
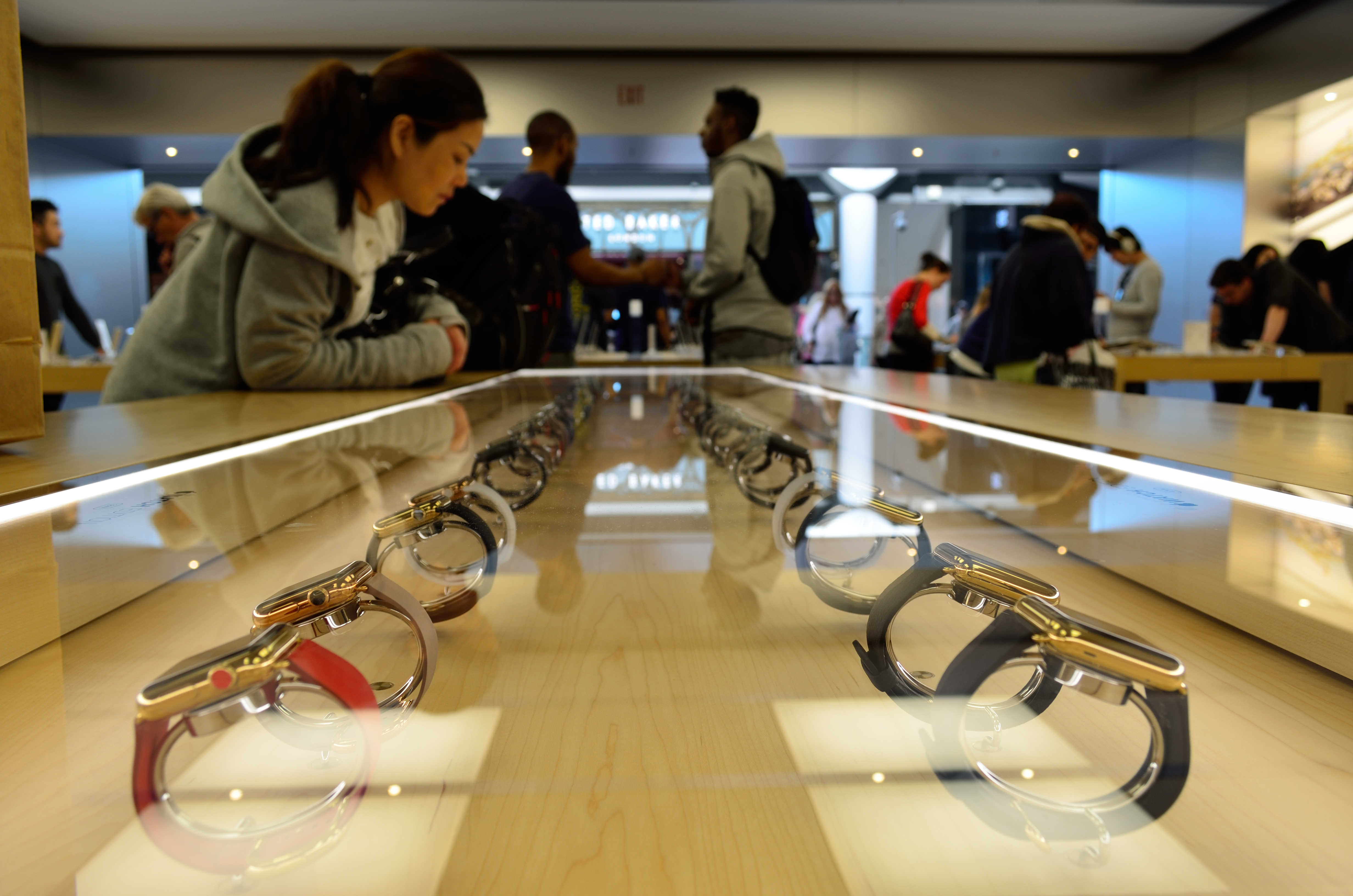
أبل واتش في متجر أبل
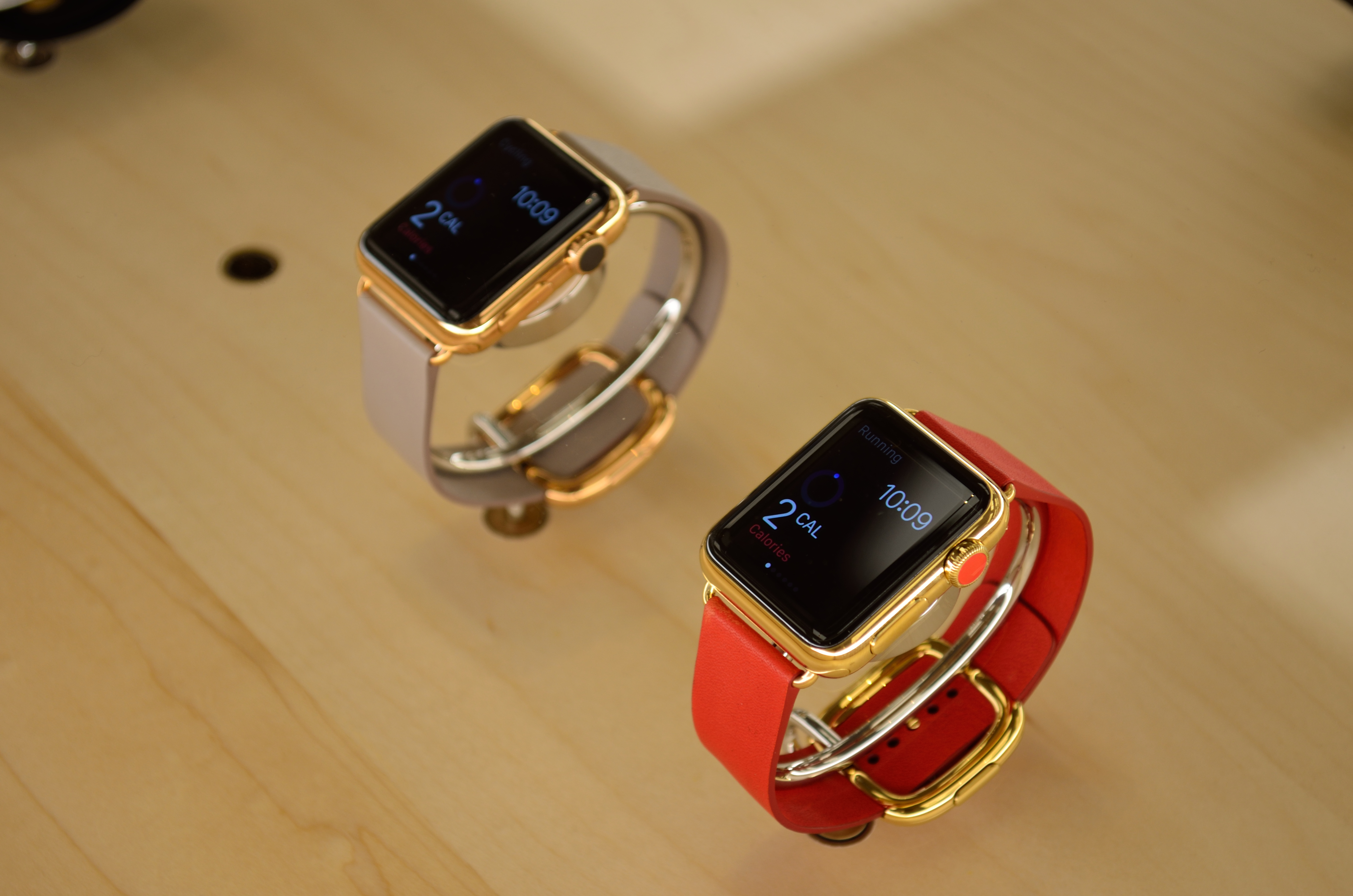
أبل واتش الذهبية مقاس 42 ملم

## المشاكل القانونية
في ديسمبر 2023 وعلى خلفية قرار اللجنة الدولية للتجارة "ITC" القضائي، في الدعوى المقامة ضد الشركة الأميركية من جانب مُصنّعة التقنيات الطبية "ماسيمو ،دخل قرار حظر بيع ساعات "أبل ووتش" الأحدث عبر موقعها حيّز التطبيق ، حيث طلبت أبل إيقاف تنفيذ قرار الحظر لحين النظر في طلب الاستئناف المُقدم من الشركة بشأن دعوى "ماسيمو"، لكن اللجنة الأميركية رفضت الطلب فيما سيظل تسليم وتسلّم الطلبات متاحاً عبر موقعها حتى 24 ديسمبر2023.